# Andrew Jackson
Andrew Jackson (n. 15 martie 1767, Waxhaws⁠(d), America Britanică⁠(d) – d. 8 iunie 1845, Tennessee, SUA) a fost un militar și om de stat american, care a servit drept al șaptelea președinte al Statelor Unite din 1829 până în 1837. Înainte de a fi ales președinte, Jackson a dobândit faimă ca general în Armata Statelor Unite și a servit în ambele camere ale Congresului. Ca președinte, Jackson a căutat să promoveze drepturile „omului de rând” împotriva unei „aristocrații corupte” și să conserve Uniunea.
Născut în Carolinele⁠(d) coloniale într-o familie scoțiano-irlandeză⁠(d) în deceniul dinaintea Războiului American de Independență, Jackson a devenit un avocat de frontieră și s-a căsătorit cu Rachel Donelson Robards. A servit pentru scurt timp în Camera Reprezentanților Statelor Unite și în Senatul SUA din partea statului Tennessee. După demisie, a servit drept judecător al  Curții Supreme a Statului Tennessee⁠(d) din 1798 până în 1804. Jackson a cumpărat o proprietate denumită mai târziu The Hermitage⁠(d) („Schitul”), și a devenit un bogat stăpân de plantație cu sclavi. În 1801, a fost numit colonel al miliției statului Tennessee și a fost ales comandant în anul următor. El a condus trupele în timpul Războiului Creek⁠(d) din 1813–1814, câștigând bătălia de la Horseshoe Bend⁠(d). A urmat tratatul de la Fort Jackson⁠(d) prin care tribul Creek⁠(d) a fost obligat să cedeze vaste teritorii din actualele state Alabama și Georgia. În războiul concomitent cu britanicii, victoria lui Jackson în 1815 în bătălia de la New Orleans l-a transformat în erou național. Jackson a condus apoi forțele americane în Primul Război al Seminolilor⁠(d), care a dus la anexarea Floridei de la Spania. Jackson a servit pentru scurt timp ca primul guvernator teritorial al Floridei înainte de a reveni în Senat. A candidat pentru președinție în 1824⁠(d), câștigând cele mai multe voturi populare și cele mai multe voturi electorale, dar nu o majoritate. Întrucât niciun candidat nu avea majoritatea, Camera Reprezentanților l-a ales pe John Quincy Adams într-un scrutin de rezervă⁠(d). Ca reacție la presupusul „troc corupt⁠(d)” între Adams și Henry Clay și la ambițioasa agendă a președintelui Adams, susținătorii lui Jackson au fondat Partidul Democrat⁠(d).
Jackson a candidat din nou în 1828⁠(d), învingându-l detașat pe Adams. Jackson s-a confruntat cu amenințarea secesiunii Carolinei de Sud din cauza a ceea ce adversarii au numit „Taxa Abominațiunii⁠(d)”. Criza a fost dezamorsată după ce taxa a fost amendată⁠(d), iar Jackson a amenințat⁠(d) că va folosi forța militară în cazul în care Carolina de Sud ar încerca să se separe. În Congres, Henry Clay a fost în fruntea efortului de a reautoriza a doua Bancă a Statelor Unite⁠(d). Jackson, considerând Banca o instituție coruptă, a refuzat să promulge legea de înnoire a cartei acesteia. După o luptă îndelungată⁠(d), Jackson și aliații lui au reușit să desființeze Banca. În 1835, Jackson a devenit singurul președinte care a plătit întreaga datorie națională, îndeplinind un vechi obiectiv. Președinția sa a marcat începutul creșterii „sistemului politic clientelar⁠(d)” în politica americană. În 1830, Jackson a promulgat Legea Îndepărtării Indienilor⁠(d), prin care au fost deportați majoritatea membrilor triburilor amerindiene din Sud în Teritoriul Indian. În politica externă, administrația Jackson a convenit un tratat al „națiunii celei mai favorizate” cu Marea Britanie, a rezolvat cererile de despăgubiri împotriva Franței din timpul Războaielor Napoleoniene, și a recunoscut independența Republicii Texas. În ianuarie 1835, a supraviețuit primei tentative de asasinat împotriva unui președinte în funcție.
După retragere, Jackson a rămas activ în politica Partidului Democrat, susținând președințiile lui Martin Van Buren și James K. Polk. Deși se temea de efectele pe care le va avea asupra dezbaterii pe tema sclaviei, Jackson a susținut anexarea Texasului, realizată puțin înainte de moartea lui. Jackson a fost foarte respectat în Statele Unite drept susținător al democrației și al oamenilor de rând. Multe din acțiunile sale, cum ar fi cele din timpul Războiului Bancar, s-au dovedit a fi divizante, adunând atât susținere ferventă, cât și opoziție puternică din partea multora din țară. Reputația sa a suferit după anii 1970, mai ales din cauza rolului său în deportarea indienilor. Sondajele în rândul istoricilor și specialiștilor l-au clasat⁠(d) pe Jackson favorabil între președinții SUA.

## Copilăria și educația
Andrew Jackson s-a născut la 15 martie 1767, în regiunea Waxhaws⁠(d) de la granița dintre cele două Caroline. Părinții săi erau coloniștii scoțiano-irlandezi⁠(d) Andrew și Elizabeth Hutchinson Jackson, presbiterieni care emigraseră din actuala Irlandă de Nord cu doi ani în urmă. Tatăl lui Jackson se născuse în Carrickfergus, comitatul Antrim, din Irlanda de Nord de azi, pe la 1738. Părinții lui Jackson au locuit în satul Boneybefore⁠(d), tot în comitatul Antrim. Pe linie paternă, familia sa era originară din Killingswold Grove⁠(d), Yorkshire, Anglia.
Când au imigrat în America de Nord în 1765, părinții lui Jackson au debarcat probabil în Philadelphia, de unde au călătorit apoi pe uscat prin Munții Apalași către comunitatea scoțiano-irlandeză din Waxhaws, la granița între Carolina de Nord și cea de Sud. Ei au venit din Irlanda cu doi copii, Hugh (născut în 1763) și Robert (născut în 1764). Tatăl lui Jackson a murit într-un accident la manevrarea unor bușteni în timp ce făcea defrișări în februarie 1767 la 29 de ani, cu trei săptămâni înainte de nașterea fiului său, Andrew. Mama lui împreună cu cei trei copii au locuit apoi împreună cu mătușa și unchiul lui Jackson în regiunea Waxhaws, iar Jackson a făcut studii școlare cu doi preoți din zonă.
Locul exact al nașterii lui Jackson nu este cunoscut, din pricina lipsei de informații despre acțiunile mamei lui din perioada imediat de după înmormântarea soțului ei. Zona era atât de izolată încât frontiera dintre Carolina de Nord și cea de Sud nici măcar nu fusese topografiată. În 1824, Jackson avea să scrie o scrisoare în care spunea că se născuse pe plantația unchiului său, James Crawford, din comitatul Lancaster, Carolina de Sud. Este posibil însă ca Jackson să fi pretins a fi sud-carolinean deoarece statul respectiv lua în discuție la acea vreme anularea taxei vamale din 1824⁠(d), acțiune față de care el se opunea. Pe la jumătatea anilor 1850, dovezi secundare indică posibilitatea ca el să se fi născut în casa unui alt unchi al său, în Carolina de Nord. În copilărie, Jackson se ofusca ușor și cam era considerat un bătăuș. Se spune însă că ar fi luat sub protecția sa un grup de băieți mai mici și mai firavi și că era foarte bun cu ei.

## Participarea la Războiul de Independență

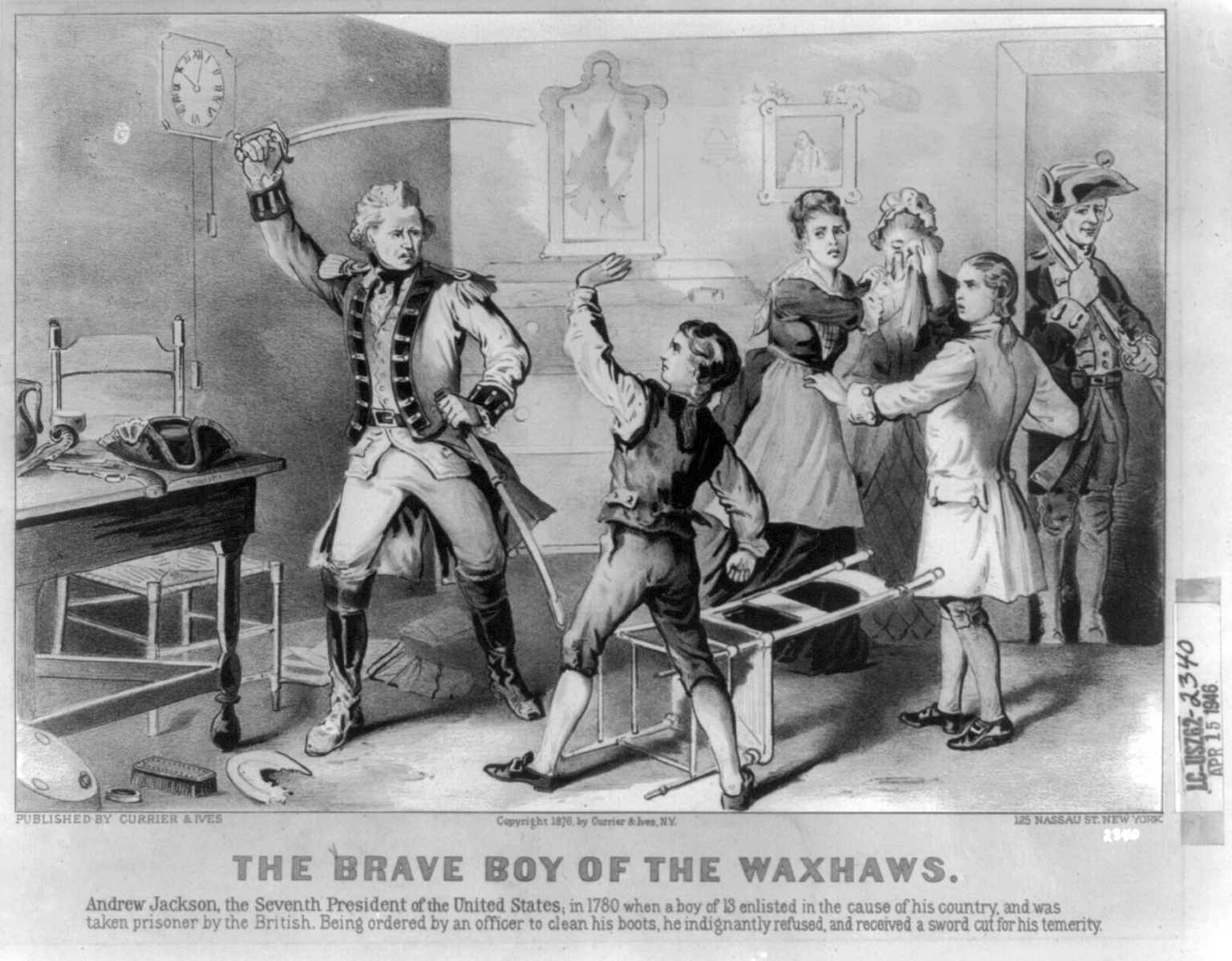
Tânărul Jackson refuzând să șteargă cizmele maiorului Coffin (lithografie din 1876)

În timpul Războiului de Independență, fratele mai mare al lui Jackson, Hugh, a murit de căldură după bătălia de la Stono Ferry⁠(d) din 20 iunie 1779. Sentimentele antibritanice s-au intensificat după brutalul masacru din Waxhaws⁠(d) din 29 mai 1780. Mama lui Jackson i-a încurajat pe el și pe fratele său mai mare, Robert, să meargă la instrucția militară a milițiilor locale. Curând, cei doi băieți preadolescenți au început să ajute miliția ca mesageri. Au servit astfel sub comanda colonelului William Richardson Davie⁠(d) în bătălia de la Hanging Rock⁠(d) din 6 august. Andrew și Robert au fost luați prizonieri de britanici în 1781 în timp ce stăteau în casa familiei Crawford. Când Andrew a refuzat să curețe cizmele unui ofițer britanic, acesta l-a lovit pe tânăr cu sabia, lăsându-i cicatrici pe mâna stângă și pe cap, dar și provocându-i o ură intensă față de britanici. Robert a refuzat și el și a fost și el lovit cu sabia. Cei doi frați au fost ținuți prizonieri, s-au îmbolnăvit de variolă, și era să moară de foame în captivitate.Mai târziu în acel an, mama lor, Elizabeth, a asigurat eliberarea celor doi frați și a început drumul cu ei doi înapoi spre casa lor din Waxhaws, la circa 64 km distanță. Amândoi stăteau rău cu sănătatea. Robert, cel mai grav bolnav, mergea călare pe singurul cal pe care îl aveau, în timp ce Andrew mergea în urma lui. În ultimele două ore ale călătoriei, a început o ploaie torențială, care a înrăutățit efectele variolei. Două zile după ce s-au întors acasă, Robert a murit și Andrew era și el în pericol de moarte. După ce l-a îngrijit pe Andrew până s-a însănătoșit, Elizabeth s-a oferit voluntară să îngrijească prizonieri de război americani la bordul a două nave britanice din portul Charleston, unde izbucnise o epidemie de holeră. În noiembrie, ea a murit de holeră și a fost înmormântată într-o groapă nemarcată. Andrew a rămas orfan la 14 ani. A dat vina pe britanici personal pentru pierderea celor doi frați și mamei.

## Începuturile carierei

### Cariera în drept și căsătoria
După Războiul de Independență, Jackson a primit o educație sporadică într-o școală locală din Waxhaw. Nu se înțelegea cu mare parte din familia extinsă, și a locuit cu mai multe persoane diferite. În 1781, a muncit o vreme ca șelar, și în cele din urmă a predat la școală. Se pare că nu a prosperat în niciuna din aceste meserii. În 1784, a plecat din regiunea Waxhaws către Salisbury, Carolina de Nord⁠(d), unde a studiat dreptul⁠(d) cu avocatul Spruce Macay. Cu ajutorul mai multor avocați, a reușit să învețe suficient ca să fie admis în barou⁠(d). În septembrie 1787, Jackson a fost admis în baroul Carolinei de Nord. Puțin după aceea, un prieten l-a ajutat să fie numit într-un post vacant de procuror în Districtul de Vest⁠(d) al Carolinei de Nord, care avea ulterior să devină statul Tennessee. În călătoria sa spre vest, Jackson și-a cumpărat primul sclav și, în 1788, după ce fusese jignit de colegul său avocat Waightstill Avery⁠(d), a luptat în primul său duel. Duelul s-a încheiat cu ambii participanți trăgând în aer, după ce se înțeleseseră în prealabil în secret să facă acest lucru.
Jackson s-a mutat în micul oraș de frontieră Nashville în 1788, unde a locuit ca chiriaș pe termen lung la Rachel Stockly Donelson, văduva lui John Donelson⁠(d). Aici, Jackson a făcut cunoștință cu fiica acestora, Rachel Donelson Robards. La acea dată, Rachel, care era mai tânără ca el, era într-o căsnicie nefericită cu căpitanul Lewis Robards, care avea crize violente de gelozie. Cei doi s-au despărțit în 1790. Conform lui Jackson, s-a căsătorit cu Rachel după ce a aflat că Robards obținuse un divorț. Divorțul ei nu era însă definitiv, astfel căsătoria lui Rachel cu Jackson era bigamă și deci nulă. După ce divorțul a devenit oficial, Rachel și Jackson s-au recăsătorit în 1794. Există însă indicii că Rachel trăia cu Jackson și își spunea „doamna Jackson” înainte chiar să fie făcută cererea de divorț. Nu era ceva neobișnuit la frontieră să se formeze și să se dizolve neoficial căsătorii, atâta vreme cât erau recunoscute de comunitate.

### Specula cu terenuri și începuturile carierei publice
În 1794, Jackson a intrat în parteneriat cu colegul său avocat John Overton⁠(d), tratând revendicări funciare pentru terenuri rezervate prin tratat triburilor Cherokee și Chickasaw⁠(d). Ca și mulți din contemporanii lor, ei înregistrau astfel de revendicări chiar dacă terenul respectiv era pe teritoriul indienilor. Majoritatea tranzacțiilor implicau titluri de proprietate emise în conformitate cu legea „ocupării terenurilor” din 1783 care pentru scurt timp pusese terenurile indiene de la vest de Apalași de pe teritoriul Carolinei de Nord la dispoziția rezidenților acelui stat. El a fost unul din cei trei investitori care au fondat orașul Memphis, Tennessee, în 1819.
După ce s-a mutat la Nashville, Jackson a intrat sub protecția lui William Blount, un prieten al familiei Donelson și unul din cei mai puternici oameni din teritoriu. Jackson a devenit procuror general în 1791, și a câștigat alegerile pentru postul de  delegat la convenția constituțională⁠(d) a statului Tennessee în 1796. Când Tennessee a devenit stat separat în acel an, el a fost ales în unicul post de congressman în Camera Reprezentanților alocat acelui stat. A fost membru în Partidul Democrat-Republican, partidul dominant în Tennessee. Jackson s-a asociat în curând cu aripa mai radicală a acestuia, francofilă și antibritanică. El s-a opus cu tărie Tratatului Jay⁠(d) și l-a criticat pe George Washington, acuzândul că a demis republicani. Jackson a votat alături de alți câțiva congressmani republicani o rezoluție de mulțumire pentru Washington, vot care avea să-i pună probleme când avea să candideze pentru funcția de președinte. În 1797, legislativul statului l-a ales ca senator al SUA. Jackson participa rareori la dezbateri și nu era mulțumit de poziție. El s-a declarat „dezgustat de administrația” președintelui John Adams și a demisionat în anul următor fără a da explicații. La întoarcerea acasă, cu puternică susținere din vestul statului Tennessee, a fost ales judecător al Curții Supreme a statului Tennessee⁠(d) cu un salariu anual de 600 de dolari. Mandatul de judecător al lui Jackson este considerat în general un succes și i-a adus o reputație de om cinstit și capabil să ia hotărâri bune. Jackson a demisionat în 1804, invocând ca motiv oficial sănătatea precară. El suferea financiar din cauza unor investiții neprofitabile în terenuri, deci este posibil să fi dorit să se ocupe permanent de afaceri.
După sosirea în Tennessee, Jackson a obținut numirea ca procuror militar al miliției statului Tennessee. În 1802, pe când era în Curtea Supremă a statului Tennessee, a declarat că dorește să candideze pentru postul de general-maior, sau comandant al miliției⁠(d) statului Tennessee, post în care candidații erau aleși prin votul ofițerilor. La acea dată, majoritatea bărbaților liberi erau membri ai miliției. Aceste organizații, la care urma să se apeleze în caz de conflict cu europenii sau cu indienii, se asemănau cu niște cluburi sociale mari. Lui Jackson i se părea că așa își poate promova statutul social. Cu puternică susținere din vestul statului Tennessee, a obținut șaptesprezece voturi, la egalitate cu John Sevier⁠(d). Sevier era un popular veteran al Războiului de Independență și fost guvernator, liderul recunoscut al vieții politice din estul statului Tennessee. La 5 februarie, guvernatorul Archibald Roane⁠(d) a luat decizia de balotaj în favoarea lui Jackson. Jackson îi prezentase lui Roane și unele dovezi de fraudă funciară pe care ar fi comis-o Sevier. Ulterior, în 1803, când Sevier și-a anunțat intenția de a redeveni guvernator, Roane a făcut publice aceste dovezi. Sevier l-a insultat pe Jackson în public, și cei doi s-au duelat pe această temă. În ciuda acuzațiilor lui Roane, Sevier a câștigat alegerile și a fost guvernator până în 1809.

## Cariera de agricultor și controversele

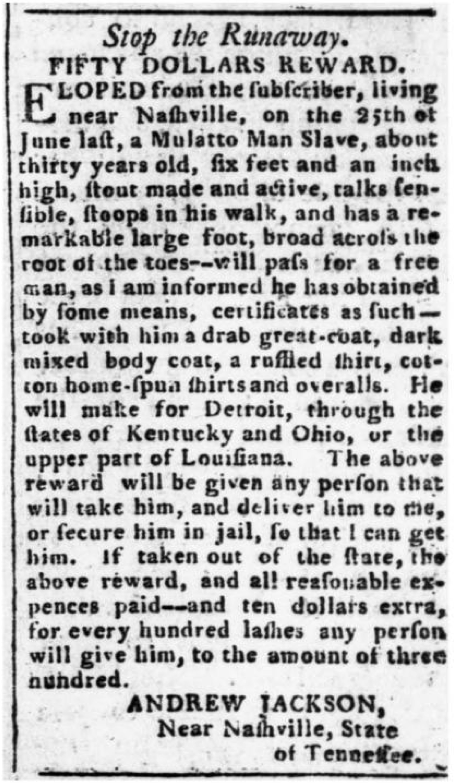
Anunț de recompensă oferită de Jackson pentru recuperarea unui sclav

Pe lângă cariera în drept și cea politică, Jackson a prosperat și ca stăpân de plantație, stăpân de sclavi și negustor. Și-a construit o casă și o primă prăvălie în Gallatin⁠(d), în 1803. Anul următor, a cumpărat The Hermitage⁠(d) („Schitul”), o plantație de 259 ha în comitatul Davidson, lângă Nashville. A adăugat apoi încă 146 ha la aceasta, aducând totalul la 425 ha. Principala cultură era cea de bumbac, cultivat cu sclavi—Jackson a început cu nouă, dar până în 1820 ajunsese la 44, și mai târziu la 150, înscriindu-se astfel în rândul elitei stăpânilor de plantații cu sclavi. Jackson era coproprietar, împreună cu fiul lui, Andrew Jackson Jr., plantația Halcyon din comitatul Coahoma, Mississippi, care avea 51 de sclavi la moartea lui. De-a lungul vieții, este posibil ca Jackson să fi fost stăpânul a circa 300 de sclavi.
Bărbații, femeile, și copiii sclavi erau ținuți de Jackson în trei secțiuni ale plantației Hermitage. Sclavii trăiau în unități de familie extinsă cu de la cinci la zece persoane și trăiau în colibe de circa 37 m² făcute din bușteni sau din căramidă. Dimensiunile și calitatea locuințelor sclavilor de la Hermitage depășeau standardele acelor vremuri. Pentru a-i ajuta pe sclavi să se hrănească, Jackson le-a furnizat arme de foc, cuțite și echipament de pescuit. Uneori le dădea sclavilor bani să facă cumpărături pe piețele locale. Plantația Hermitage era o întreprindere profitabilă. Jackson permitea biciuirea sclavilor pentru creșterea productivității sau dacă credea că au comis încălcări grave ale regulilor de conduită. Din când în când, dădea anunțuri despre sclavi fugari care evadaseră de pe plantația lui. Într-unul din anunțuri, publicat în Tennessee Gazette din octombrie 1804, Jackson oferea „încă zece dolari, la fiecare sută de bice pe care i le va da oricine, până la maxim trei sute”.
Controversa din jurul căsătoriei lui cu Rachel a rămas un punct dureros pentru Jackson, căruia îi displăceau profund atacurile la adresa onoarei soției lui. În mai 1806, Charles Dickinson⁠(d), care, ca și Jackson, participa la curse de cai, publicase un atac asupra lui Jackson în ziarul local, și ca urmare acesta din urmă l-a provocat la duel. Cum Dickinson era considerat un trăgaci priceput, Jackson s-a hotărât să-l lase pe Dickinson să se întoarcă și să tragă primul, în speranța că va greși ținta din grabă; Jackson urma să aștepte și să îl ochească cu grijă pe Dickinson. Dickinson chiar a tras primul, nimerindu-l pe Jackson în piept. Glonțul care l-a nimerit pe Jackson a fost atât de aproape de inimă încât nu a putut fi scos. Conform regulilor duelului, Dickinson era obligat să rămână nemișcat după ce și-a nimerit ținta, iar Jackson, deși rănit, a ochit cu grijă și l-a omorât. Comportamentul lui Jackson în duel i-a indignat pe cetățenii din Tennessee, care l-au acuzat de uciderea brutală, cu sânge rece, a lui Dickinson, și i-au creat lui Jackson o reputație de om violent și răzbunător. A devenit un paria.

După scandalul Sevier și după duel, Jackson căuta o cale să-și refacă reputația. El a ales să se alinieze cu fostul vicepreședinte Aaron Burr care, după ce își încheiase mandatul în 1805, cu cariera politică ruinată după ce îl ucisese pe Alexander Hamilton într-un celebru duel în 1804, plecase într-o călătorie prin ceea ce pe atunci era vestul Statelor Unite. Burr a fost extrem de bine primit în Tennessee, și a petrecut cinci zile la Hermitage. Adevăratele intenții ale lui Burr nu sunt cunoscute cu siguranță. Se pare că punea la cale⁠(d) o operațiune militară de cucerire a Floridei Spaniole⁠(d) și de izgonire a spaniolilor din Texas. Pentru mulți vestici, ca Jackson, o asemenea promisiunea era atrăgătoare. Coloniștii vest-americani aveau de mult timp rele sentimente față de spanioli din cauza  disputelor teritoriale și din cauza faptului că în permanență spaniolii îi lăsau pe indienii din teritoriile lor să atace așezările americane, precum și din cauza dezinteresului Spaniei față de returnarea sclavilor fugari⁠(d). La 4 octombrie 1806, Jackson s-a adresat miliției din Tennessee, declarând că oamenii trebuie să fie „în orice clipă gata de marș”. În aceeași zi, i-a scris lui James Winchester⁠(d), proclamând că Statele Unite „pot cuceri nu doar Floridele [la acea dată existau Florida de Est și Florida de Vest], ci toată America de Nord Spaniolă.” El a urmat:
„Am o speranță (de va fi nevoie) că cel puțin două mii de voluntari pot fi conduși pe câmp în scurtă vreme—Aceștia comandați de ofițeri tari și oameni întreprinzători—cred că pot căuta spre Santafee și Maxico—să dea libertate și negoț acelor provincii și să aducă pace, și o barieră veșnică contra năvălirilor și atacurilor puterilor străine spre lăuntrul nostru—ceea ce se va întâmpla câtă vreme Spania ține acea țară mare la granițele noastre.”
Jackson a acceptat să ofere bărci și alte provizii pentru o astfel de expediție. La 10 noiembrie însă, a aflat de la un căpitan de armată că planurile lui Burr cuprindeau de fapt și cucerirea New Orleansului, pe atunci parte a Teritoriului Louisiana al Statelor Unite, și includerea lui, împreună cu teritoriile dobândite de la spanioli, într-un nou imperiu. A fost și mai indignat după ce a aflat de la același om despre implicarea în aceste planuri a generalului de brigadă James Wilkinson, care îi displăcea profund. Jackson a acționat cu grijă la început, dar a adresat scrisori unor oficiali publici, inclusiv președintelui Thomas Jefferson, avertizându-i vag despre conspirație. În decembrie, Jefferson, adversar politic al lui Burr, a emis o proclamație prin care declara că se desfășoară un complot trădător în Vest și cerea arestarea vinovaților. Jackson, protejat de arestare din cauza extinsei activități documentate de colaborare, a organizat miliția. Burr a fost în curând capturat, și oamenii au fost trimiși acasă. Jackson s-a deplasat la Richmond, Virginia, să depună mărturie din partea lui Burr la proces. Avocații apărării au hotărât însă să nu-l pună în boxa martorilor, de teama că remarcile lui să nu fie prea provocatoare. Burr a fost achitat de acuzația de trădare, în ciuda eforturilor lui Jefferson de a obține condamnarea. Jackson l-a sprijinit pe James Monroe pentru președinție în 1808⁠(d) împotriva lui James Madison. Acesta din urmă făcea parte din aripa jeffersoniană a Partidului Democrat-Republican.

## Cariera militară

### Războiul din 1812

#### Campania și tratatul Creek

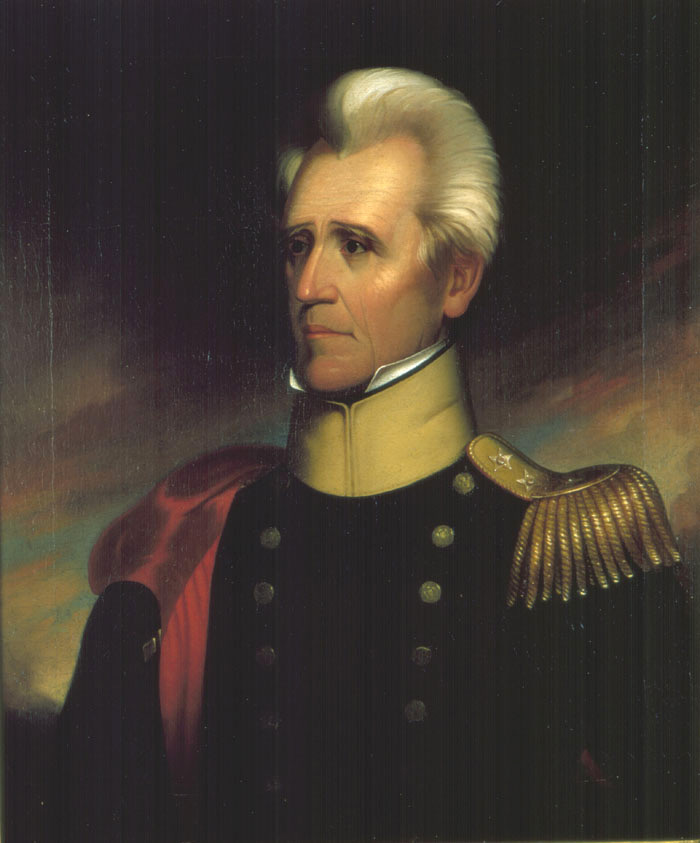
Portret de, c. 1837

În preajma lui 1812, Statele Unite s-au găsit tot mai mult atrase într-un conflict internațional. Nu s-a declarat niciodată război Spaniei sau Franței, dar tensiunile cu Marea Britanie au crescut din mai multe motive⁠(d). Printre acestea se număra dorința multor americani de a avea mai multe teritorii, în special în Canada Britanică⁠(d) și Florida, ultima încă controlată de Spania, aliatul european al Marii Britanii. La 18 iunie 1812, Congresul a declarat oficial război Regatului Unit al Marii Britanii și Irlandei, declanșând Războiul din 1812. Jackson a răspuns cu entuziasm, trimițându-i lui Washington o scrisoare în care îi oferea 2500 de voluntari. Aceștia nu au fost însă chemați la arme timp de mai multe luni. Biograful Robert V. Remini⁠(d) susține că Jackson credea că această amânare era o răzbunare a administrației Madison pentru susținerea lui Burr și Monroe. Între timp, armata americană a suferit repetate înfrângeri devastatoare pe câmpul de luptă.
La 10 ianuarie 1813, Jackson a condus o armată de 2071 de voluntari la New Orleans să apere regiunea contra atacurilor britanice și amerindiene. Fusese instruit să respecte ordinele generalului Wilkinson, care comanda forțele federale din New Orleans. În lipsa unor provizii adecvate, Wilkinson i-a ordonat lui Jackson să se oprească la Natchez, pe atunci în teritoriul Mississippi, până la noi ordine. Jackson, deși nemulțumit, s-a conformat. Nou numitul secretar de război, John Armstrong Jr.⁠(d), i-a scris lui Jackson în 6 februarie cu ordine să-și disperseze forțele și să predea proviziile lui Wilkinson. În răspunsul adresat lui Armstrong în 15 martie, Jackson a apărat caracterul și pregătirea oamenilor săi, și a promis că va preda proviziile. A promis și că, în loc să-și disperseze trupele fără provizii la Natchez, că va merge cu ele înapoi în marș la Nashville. Marșul a fost plin de greutăți. Mulți dintre oameni se îmbolnăviseră. Jackson și ofițerii lui le-au cedat caii celor bolnavi. A plătit provizii pentru soldați din propriul buzunar. Soldații au început să-l poreclească pe comandantul lor „Hickory” din cauza tăriei lui, iar Jackson a rămas cunoscut ca „Old Hickory”. Armata a sosit la Nashville după circa o lună. Acțiunile lui Jackson i-au câștigat mult respect și lauda locuitorilor din Tennessee. Jackson s-a confruntat cu ruina financiară, până când fostul său adjunct Thomas Benton⁠(d) l-a convins pe secretarul Armstrong să ordone armatei să-i deconteze cheltuielile lui Jackson. La 14 iunie, Jackson a servit drept secund într-un duel din partea ofițerului său subordonat William Carroll⁠(d) contra lui Jesse Benton, fratele lui Thomas. În septembrie, Jackson și ofițerul lui de cavalerie, generalul de brigadă John Coffee⁠(d), au fost implicați într-o luptă de stradă cu frații Benton. Jackson a fost grav rănit de Jesse, fiind împușcat în umăr.
La 30 august 1813, un grup de indieni Muscogee⁠(d) (denumiți și indieni Creek), pe nume Bețele Roșii⁠(d) din cauza culorilor cu care se vopseau la război, au comis masacrul de la Fort Mims⁠(d). În timpul masacrului, sute de coloniști americani albi și indieni care nu făceau parte din Bețele Roșii ale tribului Creek au fost omorâți. Bețele Roșii, în frunte cu șeful de trib Vulturul Roșu⁠(d) și cu Peter McQueen⁠(d), se separaseră de restul Confederației Creek, care dorea pacea cu Statele Unite. Ei s-au aliat cu Tecumseh, un șef de trib Shawnee⁠(d) care declanșase Războiul lui Tecumseh⁠(d) împotriva Statelor Unite, și care lupta de partea britanicilor. Conflictul rezultat a devenit cunoscut ca Războiul Creek⁠(d).

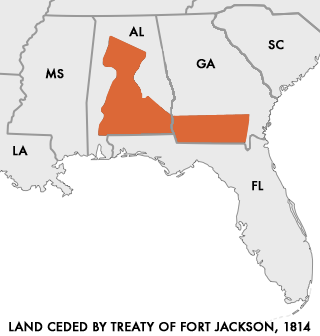
În, au cedat mari teritorii din actualele state Alabama și Georgia.

Jackson, cu 2500 de oameni, a primit ordin să-i zdrobească pe indienii ostili. La 10 octombrie, a pornit în expediție, cu brațul încă prins de gât după lupta cu frații Benton. Jackson a amenajat Fort Strother⁠(d) ca bază de aprovizionare. La 3 noiembrie, Coffee a înfrânt o bandă de Bețe Roșii în bătălia de la Tallushatchee⁠(d). Venind în sprijinul Creekilor aliați asediați de Bețe Roșii, Jackson a obținut o nouă victorie decisivă în bătălia de la Talladega⁠(d). Iarna, Jackson, cantonat în Fort Strother, s-a confruntat cu o penurie gravă de trupe din cauza expirării înrolărilor și din cauza dezertărilor cronice. L-a trimis pe Coffee cu cavaleria (care l-a abandonat) înapoi în Tennessee să obțină noi înrolări. Jackson a hotărât să-și combine forța cu cea a miliției din Georgia, și a plecat în marș în întâmpinarea trupelor georgiene. Din 22–24 ianuarie 1814, pe drum, miliția din Tennessee, împreună cu indienii Muscogee aliați, au fost atacați de Bețele Roșii la bătăliile de la Emuckfaw și de pe pârâul Enotachopo⁠(d). Trupele lui Jackson i-au respins pe atacatori, dar erau depășite numeric și a trebuit să se retragă la Fort Strother. Jackson, întărit acolo cu circa 2000 de combatanți, a plecat în marș spre sud să atace Bețele Roșii la o fortăreață construită de aceștia lângă un cot al râului Tallapoosa⁠(d). La 27 martie, în avantaj numeric de peste 2 la 1, i-a atacat în bătălia de la Horseshoe Bend⁠(d) („Cotul Potcoavei”). Un baraj de artilerie inițial nu a cauzat prea multe pagube fortului bine construit. Șarja de infanterie care a urmat, împreună cu un asalt al cavaleriei lui Coffee și diversiunile produse de Creekii aliați, i-au copleșit însă pe războinicii Bețelor Roșii.
Campania a luat sfârșit după trei săptămâni cu capitularea lui Vultur Roșu, deși unele Bețe Roșii cum ar fi McQueen au fugit în Florida de Est. La 8 iunie, Jackson a acceptat numirea în gradul de general de brigadă⁠(d) al Armatei Statelor Unite, și 10 zile mai târziu a devenit general-maior⁠(d), comandant al Diviziei Militare a Șaptea. Ca urmare, cu aprobarea lui Madison, Jackson a impus tratatul de la Fort Jackson⁠(d). Tratatul îi obliga pe indienii Muscogee, inclusiv pe cei care nu se alăturaseră Bețelor Roșii, să predea 8.093.713 ha de teren Statelor Unite. Majoritatea indienilor Creek au acceptat. Deși bolnav de dizenterie, Jackson și-a îndreptat atenția spre înfrângerea forțelor spaniole și britanice. El îi acuza pe spanioli că înarmaseră Bețele Roșii și că încălcaseră termenii neutralității lor permițând staționarea și deplasarea soldaților britanci în Floride. Prima acuzație era adevărată, dar a doua ignora faptul că amenințările lui Jackson de a invada Florida au fost cele care i-au determinat pe spanioli să ceară protecția britanică. În bătălia de la Pensacola⁠(d) din 7 noiembrie, Jackson a învins niște forțe britanice și spaniole într-o scurtă ciocnire. Spaniolii au capitulat, iar britanicii s-au retras. După mai multe săptămâni, a aflat că britanicii puneau la cale un atac asupra New Orleansului, care se afla la gura fluviului Mississippi și avea o valoare strategică și comercială imensă. Jackson a abandonat Pensacola în mâinile spaniolilor, a plantat o forță în Mobile, Alabama să păzească contra unei posibile invazii acolo, și s-a grăbit cu restul trupelor să apere orașul.
Indienii Creek i-au dat lui Jackson porecla Jacksa Chula Harjo sau „Jackson cel bătrân și feroce”.

#### Bătălia de la New Orleans

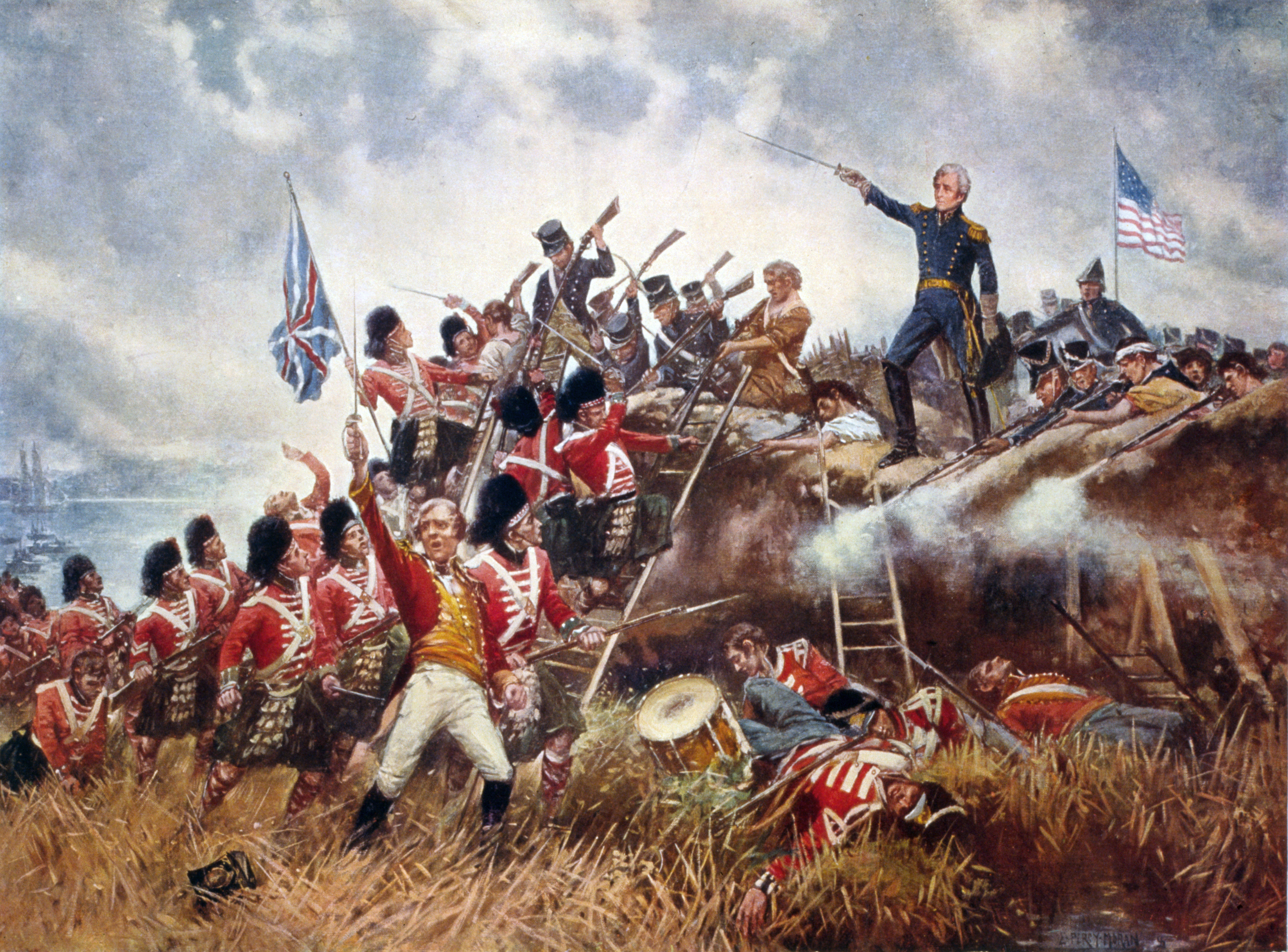
Bătălia de la New Orleans. Generalul Andrew Jackson stă pe parapetul fortificațiilor sale în timp ce trupele lui resping atacul, într-o pictură a lui din 1910.

După ce a sosit la New Orleans la 1 decembrie 1814, Jackson a instituit legea marțială în oraș, întrucât nu se încredea în loialitatea locuitorilor creoli⁠(d) și spanioli ai orașului. În același timp, el s-a aliat cu  contrabandiștii lui Jean Lafitte⁠(d) și a format unități militare formate din afro-americani și indieni Muscogee, în plus față de voluntarii recrutați din oraș. Jackson a fost criticat întrucâtva pentru că a plătit același salariu și albilor și indienilor și negrilor. Aceste forțe, împreună cu trupele regulate ale Armatei SUA din statele înconjurătoare, s-au alăturat forței lui Jackson la apărarea New Orleansului. Apropierea forței britanice, în frunte cu amiralul Alexander Cochrane⁠(d) și mai târziu cu generalul Edward Pakenham⁠(d), consta din peste 10.000 de soldați, dintre care mulți luptaseră în Războaiele Napoleoniene. Jackson avea doar circa 5000 de oameni, dintre care majoritatea erau fără experiență și slab instruiți.

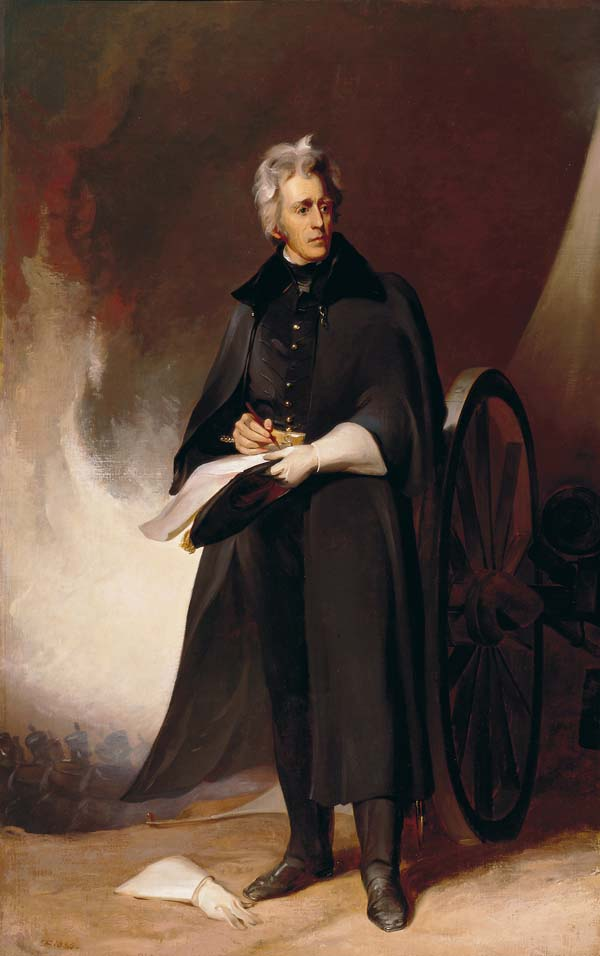
Jackson la bătălia de la New Orleans, pictură de Thomas Sully din 1845 după un portret anterior realizat tot de el după model în 1824

Britanicii au sosit pe malul estic al fluviului Mississippi în dimineața zilei de 23 decembrie. În acea seară, Jackson i-a atacat pe britanici și i-a îndepărtat temporar. La 8 ianuarie 1815, britanicii au lansat un asalt frontal major împotriva fortificațiilor lui Jackson. Un baraj inițial de artilerie al britanicilor a produs pagube minore fortificațiilor americane bine construite. După ce s-a risipit ceața dimineții, britanicii au lansat un asalt frontal și trupele lor au devenit ținte facile pentru americanii protejați de parapeți. Deși au reușit temporar să preseze flancul drept american, atacul s-a soldat în ansamblu cu un dezastru. Pentru bătălia din 8 ianuarie, Jackson a recunoscut un număr total de doar 71 victime. Dintre aceștia, 13 oameni muriseră, 39 erau răniți, și 19 dispăruți și luați prizonieri. Britanicii au recunoscut pierderea a 2037 de oameni: 291 morți (inclusiv Pakenham), 1262 răniți și 484 dispăruți sau luați prizonieri. După bătălie, britanicii s-au retras din zonă și ostilitățile au luat sfârșit după ce s-a aflat vestea că tratatul de la Ghent fusese semnat în Europa în luna decembrie. Venită în ultimele zile ale războiului, victoria l-a transformat pe Jackson într-un erou național, țara sărbătorind o așa-numită „a doua Revoluție Americană” contra britanicilor. Printr-o hotărâre a Congresului din 27 februarie 1815, Jackson a primit mulțumirile Congresului⁠(d) și Medalia de Aur a Congresului⁠(d).
Alexis de Tocqueville („slab impresionat” de Jackson conform unui comentator din 2001) avea să scrie ulterior în Despre democrație în America⁠(d) că Jackson „a fost făcut președinte și menținut în funcție numai de amintirea unei victorii câștigate acum douăzeci de ani sub zidurile New Orleansului”. Unii au arătat că războiul deja se terminase prin semnarea preliminară a tratatului de la Ghent și ca urmare victoria lui Jackson la New Orleans era lipsită de importanță, și nu a făcut decât să-l facă pe el celebru. Spaniolii însă, care vânduseră Franței teritoriul Louisiana, contestau dreptul Franței de a-l vinde la rândul lor Statelor Unite prin Achiziția Louisianei din 1803. Dacă britanicii l-ar fi învins pe Jackson la New Orleans, ei ar fi putut să păstreze acel teritoriu ori să-l returneze Spaniei. Mai mult, articolul IX din tratatul de la Ghent stipula că Statele Unite trebuie să returneze proprietarilor inițiali teritoriile luate de la indienii Creek, anulând în esență tratatul de la Fort Jackson. Mulțumită victoriei lui Jackson la New Orleans, guvernul american s-a simțit îndreptățit să ignore acea stipulare și a păstrat tot teritoriul dobândit de Jackson.

#### Legea marțială în New Orleans
Încă neștiind de semnarea tratatului, Jackson a refuzat să ridice legea marțială în oraș. În martie 1815, după ce judecătorul districtual federal Dominic A. Hall⁠(d) a semnat un înscris de habeas corpus în numele unui parlamentar din Louisiana reținut de Jackson, Jackson a ordonat arestarea lui Hall⁠(d). Senatorul statului Louisiana Louis Louaillier scrisese un articol anonim în ziarul din New Orleans, contestând refuzul lui Jackson de a lăsa la vatră miliția în urma cedării câmpului de luptă de către britanici. Și el a fost închis. Jackson nu a încetat campania de reprimare a nemulțumirilor decât după ce a ordonat arestarea unui membru al legislativului Louisianei, a unui judecător federal și a unui avocat, și în urma intervenției judecătorului statului, Joshua Lewis⁠(d). Lewis era simultan membru al miliției conduse de Jackson, și semnase și el un înscris de habeas corpus împotriva lui Jackson, ofițerul lui comandant, pentru eliberarea judecătorului Hall.
Autoritățile civile din New Orleans aveau motive să se teamă de Jackson—el ordonase execuția sumară a șase membri ai milițiilor care încercaseră să plece. Moartea lor nu a fost foarte mediatizată decât după ce au început să circule Coffin Handbills⁠(d) în timpul campaniei prezidențiale din 1828.

### Primul Război al Seminolilor
După război, Jackson a rămas la comanda forțelor armate de pe granița de sud a SUA. El își desfășura activitatea oficială de la plantația Hermitage. A semnat tratate cu triburile Cherokee și Chickasaw prin care Statele Unite au căpătat mari porțiuni din statele Tennessee și Kentucky. Tratatul cu tribul Chickasaw, convenit în cele din urmă în acel an, este denumit Achiziția Jackson⁠(d).

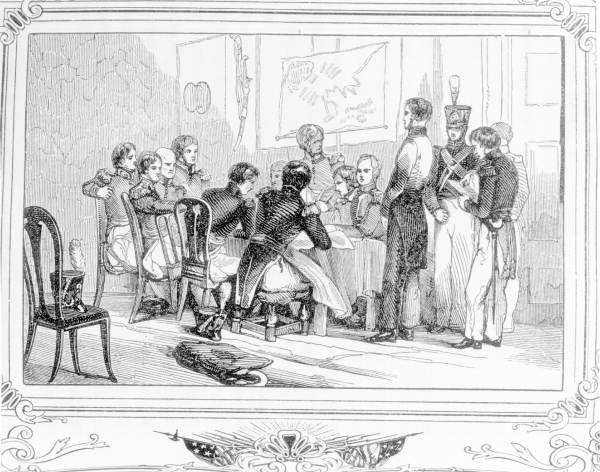
Procesul lui Robert Ambrister din timpul Războiului Seminolilor. Ambrister a fost unul din cei doi britanici executați de generalul Jackson. (1848)

Câteva triburi amerindiene, care aveau să fie cunoscute sub denumirea comună de Seminole⁠(d), trăiau pe la granița dintre SUA și Florida. Seminolii, în alianță cu unii sclavi fugari, efectuau frecvent raiduri prin așezările din Georgia, după care se retrăgeau înapoi în Florida. Aceste ciocniri au continuat să escaladeze într-un conflict astăzi denumit Primul Război al Seminolilor⁠(d). În 1816 Jackson a pătruns cu un detașament în Florida și a distrus⁠(d) Fortul Negro⁠(d), o comunitate de sclavi fugari și urmași ai acestora. Jackson a primit în decembrie 1817 ordin de la președintele Monroe să ducă o campanie în Georgia împotriva indienilor Seminole și Creek. Jackson a fost însărcinat și să împiedice Florida Spaniolă⁠(d) să devină un refugiu pentru sclavii fugari, după ce Spania a promis sclavilor fugari libertatea. Criticii au afirmat apoi că Jackson a făcut excese în acțiunile lui din Florida. Ordinele din partea președintelui Monroe erau de a „încheia conflictul”. Jackson credea că cea mai bună metodă pentru aceasta era de a cuceri Florida de la Spania, o dată pentru totdeauna. Înainte de a pleca, Jackson i-a scris lui Monroe: „să mi se arate prin orice mijloc ... că posesiunea asupra Floridelor este de dorit pentru Statele Unite, și în șaizeci de zile se va înfăptui.”

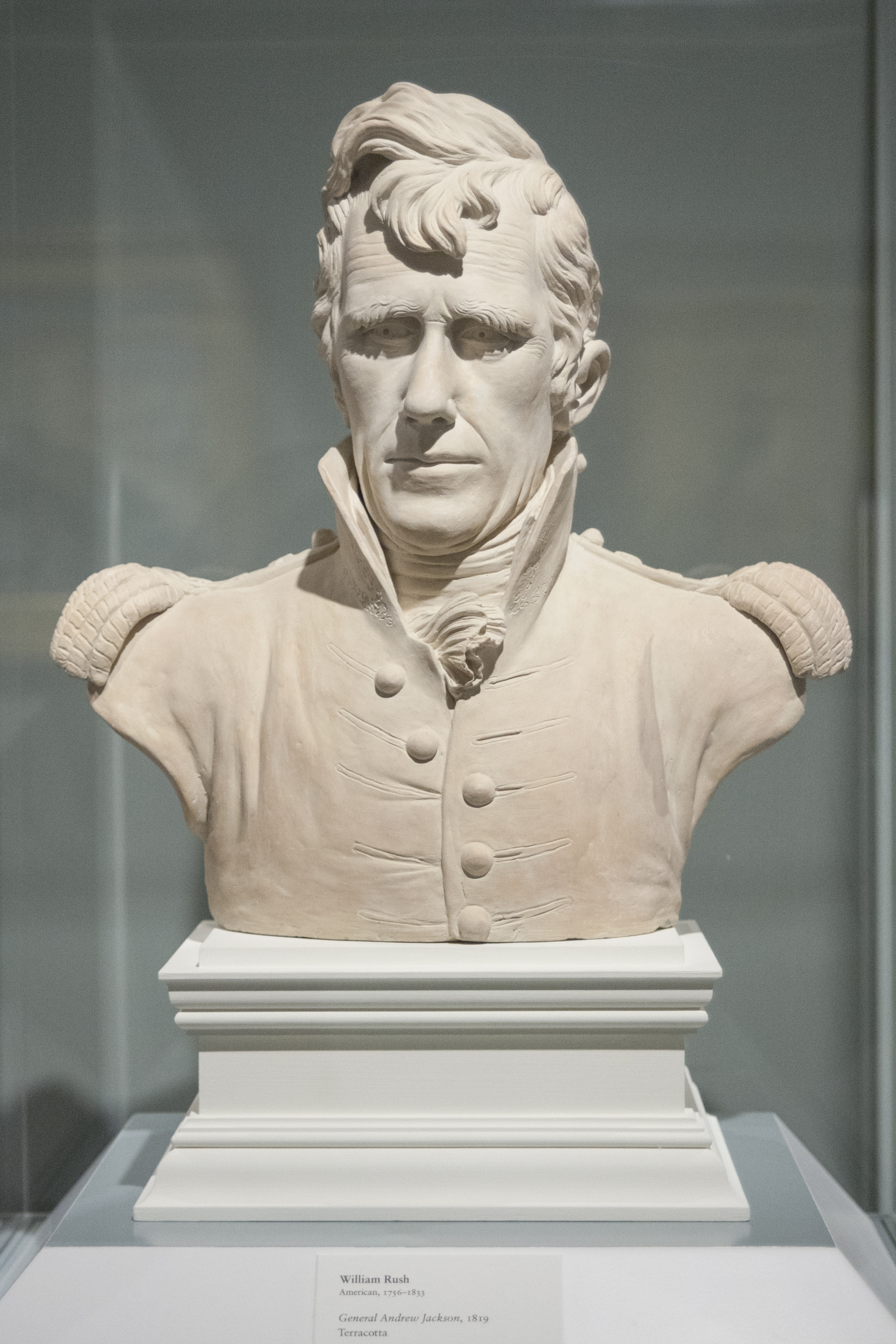
Bust de teracotă al generalului Jackson, realizat de, 1819

Jackson a invadat Florida la 15 martie 1818, capturând Pensacola. El a strivit rezistența seminolilor și spaniolilor din regiune și a capturat doi agenți britanici, Robert Ambrister și Alexander Arbuthnot⁠(d), care colaborau cu seminolii. După un proces scurt, Jackson i-a executat pe amândoi, producând un incident diplomatic cu britanicii. Acțiunile lui Jackson au polarizat cabinetul lui Monroe, în care se aflau persoane care afirmau că Jackson încălcase ordinele lui Monroe și violase Constituția, întrucât Statele Unite nu declaraseră război⁠(d) Spaniei. Totuși, Jackson a fost apărat de secretarul de stat John Quincy Adams. Adams considera că cucerirea Floridei de către Jackson va forța Spania să vândă în cele din urmă provincia, și Spania, într-adevăr, a vândut Florida Statelor Unite prin tratatul Adams–Onís din 1819. O anchetă a Congresului l-a exonerat pe Jackson, dar Jackson a fost foarte înfuriat de criticile primite, în special din partea speakerului Camerei Reprezentanților, Henry Clay. După ratificarea tratatului Adams–Onís în 1821, Jackson a servit pentru scurt timp drept guvernator teritorial al Floridei⁠(d) înainte de a reveni în Tennessee.

## Aspirațiile prezidențiale

### Alegerile din 1824
În primăvara lui 1822, Jackson a suferit o cădere a stării de sănătate. Avea două gloanțe în corp și obosise după anii de campanii militare grele. Scuipa regulat sânge, și întreg corpul convulsiona când tușea. Jackson se temea că este în pragul morții, dar, după câteva luni de odihnă, și-a revenit. În convalescență, Jackson s-a preocupat din ce în ce mai mult cu chestiunile naționale. A devenit obsedat de corupția generalizată a administrației Monroe și a ajuns să deteste a Doua Bancă a Statelor Unite⁠(d), acuzând-o de cauzarea Panicii din 1819⁠(d) prin contractarea de credite.

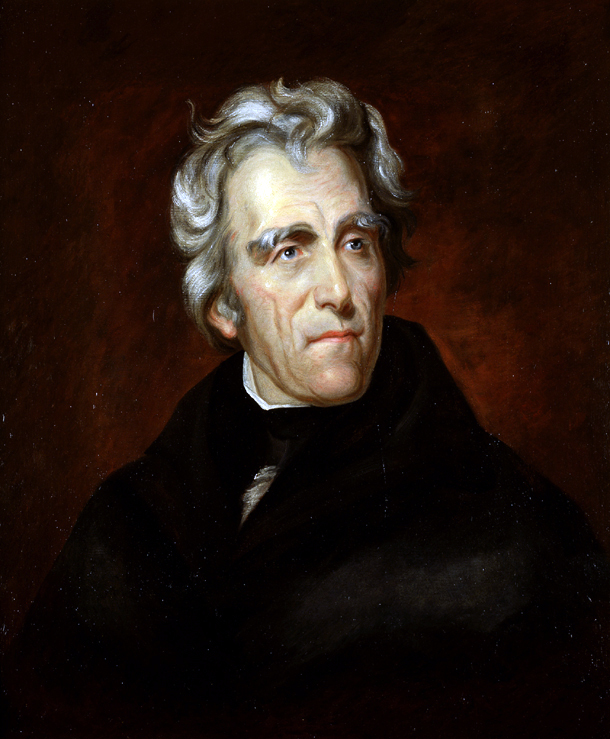
Jackson în 1824, pictat de Thomas Sully

Jackson a refuzat o ofertă de a candida la postul de guvernator al statului său, dar a acceptat planul lui John Overton⁠(d) de a-l nominaliza prin intermediul legislativului pentru funcția prezidențială. La 22 iulie 1822, a fost nominalizat oficial de legislativul statului Tennessee. Lui Jackson îi displăcea secretarul trezoreriei, William H. Crawford⁠(d), care fusese cel mai vocal critic al lui Jackson în cabinetul lui Monroe, și spera să împiedice votarea acestuia de către reprezentanții Tennessee-ului în colegiul electoral. Nominalizarea lui Jackson a primit însă răspunsuri favorabile și în afara Tennessee-ului, întrucât mulți americani  apreciau atacurile lui Jackson la adresa băncilor. Panica din 1819 distrusese averile multora, și băncile și politicienii considerați susținători ai băncilor erau deosebit de nepopulari. Cu o viabilitate politică în creștere, Jackson a devenit unul din cei cinci mari candidați prezidențiali, alături de Crawford, Adams, Clay, și de secretarul de război John C. Calhoun. În Epoca Bunelor Sentimente⁠(d), Partidul Federalist se risipise, și toți cei cinci candidați la președinție erau membri ai Partidului Democrat-Republican. Campania lui Jackson l-a promovat drept apărător al omului de rând, precum și drept singurul candidat care se poate ridica deasupra conflictelor secționale. Pe tema marilor chestiuni ale vremii, în special cea a taxelor vamale⁠(d), Jackson și-a exprimat convingeri centriste, iar adversarii l-au acuzat că-și disimulează poziția. Vârful de lance al campaniei lui Jackson a fost combaterea corupției. Jackson s-a angajat să restaureze cinstea la guvernare și să-i reducă excesele.
În 1823, Jackson a permis, după ceva ezitări, să candideze pentru unul din locurile statului Tennessee în Senatul SUA. Manevra a fost orchestrată independent de consilierii lui, William Berkeley Lewis⁠(d) și senatorul SUA John Eaton⁠(d), pentru a-l învinge pe senatorul în funcție John Williams⁠(d), care se opunea fățiș candidaturii sale prezidențiale. Legislativul l-a ales la limită. Întoarcerea sa în funcție, după 24 de ani, 11 luni și 3 zile, a marcat sfârșitul celei de a doua celei mai lungi absențe din funcție în Senat din istorie. Deși Jackson se ferea să mai aibă vreun mandat în Senat, a fost numit președinte al Comisiei de Afaceri Militare⁠(d). Eaton i-a scris lui Rachel că Jackson, ca senator, era „în armonie și bună înțelegere cu toată lumea”, inclusiv cu Thomas Hart Benton, astăzi senator de Missouri, cu care Jackson se bătuse în 1813. Între timp, așa cum era și obiceiul, Jackson nu a activat prea mult în campanie. Eaton a actualizat o biografie a lui, deja scrisă, pentru a pregăti campania și, împreună cu alții, a scris scrisori ziarelor lăudând prestațiile și acțiunile din trecut ale lui Jackson.
În trecut, nominalizările prezidențiale ale democrat-republicanilor se făceau prin întruniri de grup parlamentar⁠(d) informale, dar această metodă devenise nepopulară. În 1824, majoritatea democrat-republicanilor din Congress au boicotat aceste întruniri. Cei care au participat i-au susținut pe Crawford pentru președinție și pe Albert Gallatin⁠(d) pentru vicepreședinție. O convenție din Pennsylvania l-a nominalizat pe Jackson ca președinte o lună mai târziu, declarând că întrunirea neregulamentară ignoră „vocea poporului” în „speranța deșartă că poporul american va fi astfel înșelat într-o credință că el [Crawford] este candidatul democrat de drept”. Gallatin l-a criticat pe Jackson ca „un om cinstit și idol al iubitorilor de glorie militară, dar, incapabil, cu apucături militare și cu obișnuință sfidător față de legi și față de cuvântul Constituției, și astfel nepotrivit funcției”. După ce Jackson a câștigat nominalizarea din Pennsylvania, Calhoun a renunțat la cursa prezidențială și a reușit să fie nominalizat ca vicepreședinte.
La alegerile prezidențiale, Jackson a obținut cele mai multe voturi în colegiul electoral, câștigând mai multe state din sud și din vest, precum și statele mijlociu-atlantice Pennsylvania și New Jersey. A fost singurul candidat care a câștigat state în afara bazei lui regionale, întrucât Adams domina New Englandul, Clay a câștigat trei state din vest, iar Crawford a câștigat Virginia și Georgia. Jackson a câștigat și cele mai multe voturi populare, 42%, deși nu toate statele țineau scrutin popular pentru președinție. A câștigat 99 de voturi în colegiul electoral, mai multe decât ceilalți candidați, dar mai puține de 131, cât avea nevoie pentru o majoritate. Cum niciun candidat nu obținuse majoritatea voturilor în colegiul electoral, Camera Reprezentanților a ținut un scrutin de rezervă⁠(d) conform celui de al Doisprezecelea Amendament⁠(d). Amendamentul spunea că sunt eligibili pentru a fi aleși de Cameră doar primii trei clasați în voturile din colegiul electoral, deci Clay a fost descalificat. Jackson credea că poate câștiga scrutinul de rezervă, întrucât Crawford și Adams nu aveau popularitatea la nivel național a lui Jackson, iar Crawford suferise un atac cerebral și mulți se îndoiau de capacitatea lui de a mai fi președinte. Clay, care, ca speaker al Camerei, prezida alegerile, îl considera pe Jackson un demagog periculos care ar putea răsturna republica în favoarea unui regim autoritar. El l-a susținut pe Adams, care împărtășea susținerea lui Clay pentru finanțarea federală a dezvoltărilor interne⁠(d), cum ar fi drumuri și canale. Cu susținerea lui Clay, Adams a câștigat alegerile de rezervă din primul tur. Susținătorii furioși ai lui Jackson i-au acuzat pe Clay și Adams că au convenit un „troc corupt⁠(d)”  după ce Adams l-a numit pe Clay secretar de stat. „Deci, vedeți,” a strigat Jackson, „cum Iuda al Vestului a încheiat înțelegerea și și-a primit cei treizeci de arginți. Sfârșitul lui va fi același.” După alegeri, Jackson a demisionat din Senat și s-a întors în Tennessee.

### Alegerile din 1828 și moartea lui Rachel Jackson

Rezultatele alegerilor din 1828

Aproape imediat, a apărut o opoziție față de președinția lui Adams. Jackson s-a opus planului lui Adams de implicare a SUA în campania pentru independență a Panamalei, scriind: „Momentul în care ne implicăm în confederații sau alianțe cu orice națiune, din acel moment vom începe să datăm căderea republicii noastre.” Adams și-a deteriorat reputația și prin primul mesaj anual adresat Congresului, în care a susținut că Congresul nu trebuie să dea lumii impresia că „suntem paralizați de voința alegătorilor noștri”.
Jackson a fost nominalizat drept candidat pentru președinție de legislativul statului Tennessee în octombrie 1825, la peste trei ani de la alegerile din 1828. A fost cea mai timpurie astfel de nominalizare din istoria funcției prezidențiale, și stă mărturie pentru faptul că susținătorii lui Jackson au început campania pentru 1828 aproape imediat după sfârșitul celei pentru 1824. Președinția lui Adams a dat semne de slăbiciune, și agenda lui ambițioasă s-a confruntat cu înfrângerea într-o nouă epocă a politicii de masă. Criticii în frunte cu Jackson au denunțat politicile lui Adams drept o periculoasă extindere a puterii federale. Senatorul Martin Van Buren, care fusese un susținător de marcă al lui Crawford la alegerile din 1824, a devenit unul din cei mai puternici adversari ai politicilor lui Adams, și l-a ales pe Jackson drept candidatul său preferat pentru alegerile din 1828. Alături de Van Buren a venit și vicepreședintele Calhoun, care se opunea și el unei mari părți din agenda lui Adams, din motive de drepturi ale statelor. Van Buren și alți aliați ai lui Jackson au înființat numeroase ziare și cluburi pro-Jackson în toată țara, în timp ce Jackson evita să facă campanie, dar s-a pus la dispoziția musafirilor ce veneau la plantația lui, Hermitage. În alegeri, Jackson a câștigat 56 de procente din votul popular și 68 de procente din cel electoral. Alegerile au marcat sfârșitul definitiv al perioadei de partid unic a Epocii Bunelor Sentimente, susținătorii lui Jackson coagulându-se în Partidul Democrat și cei ai lui Adams devenind cunoscuți ca național-republicani⁠(d). În marea comunitate scoțiano-irlandeză care era deosebit de numeroasă în zonele rurale ale Sudului și Sud-Vestului, Jackson era un erou mult iubit.
Campania a fost una cu puternice tente personale. Cum era și obiceiul vremii, niciunul din candidați nu a făcut campanie, adepții lor fiind cei care au organizat îmulte evenimente de campanie. Ambii candidați au fost atacați retoric în presă. Jackson a fost atacat puternic ca negustor de sclavi⁠(d), care cumpăra și vindea sclavi și îi muta de colo-colo sfidând standardele mai înalte de comportament al stăpânilor de sclavi. S-a publicat o serie de pamflete cunoscute drept „Coffin Handbills⁠(d)”, în care Jackson era atacat. Unul dintre ele dezvăluia ordinul său de a executa soldați la New Orleans. Un altul îl acuza de practicarea canibalismului, mâncând trupurile amerindienilor uciși în luptă, iar altul îi eticheta mama drept o „prostituată de rând” și afirma că tată lui Jackson era un „mulatru”.
Rachel Jackson era și ea o țintă frecventă pentru atacuri, și a fost acuzată de bigamie, cu referire la situația controversată a căsătoriei ei cu Jackson. Susținătorii lui Jackson au răspuns și ei puternic, susținând că, în timp ce era ambasador în Rusia, Adams ar fi aranjat serviciile unei fete tinere ca prostituată pentru țarul Alexandru I. Ei au afirmat și că Adams are la Casa Albă o masă de biliard plătită din banii guvernului.
Rachel era sub un stress puternic în timpul alegerilor, și avea adesea dificultăți când Jackson era plecat. A început să se simtă deosebit de rău în timpul alegerilor. Jackson îi descria simptomele ca „durere cruntă în umărul, brațul și pieptul stâng”. După trei zile de suferință, Rachel a murit de infarct la 22 decembrie 1828, la trei săptămâni după victoria soțului ei în alegeri (care au început la 31 octombrie și au luat sfârșit la 2 decembrie) și cu 10 săptămâni înainte ca Jackson să depună jurământul. Îndurerat, Jackson a trebuit smuls de lângă ea pentru ca pompele funebre să-i pregătească rămășițele. El simțea că acuzațiile venite din partea susținătorilor lui Adams îi grăbiseră moartea și nu l-a iertat niciodată pentru aceasta. Rachel a fost înmormântată la Hermitage în ajunul Crăciunului. „Dumnezeul Atotputernic să-i ierte pe ucigașii ei,” a spus Jackson la înmormântare. „Eu nu voi putea vreodată”.

## Președinția 1829–1837

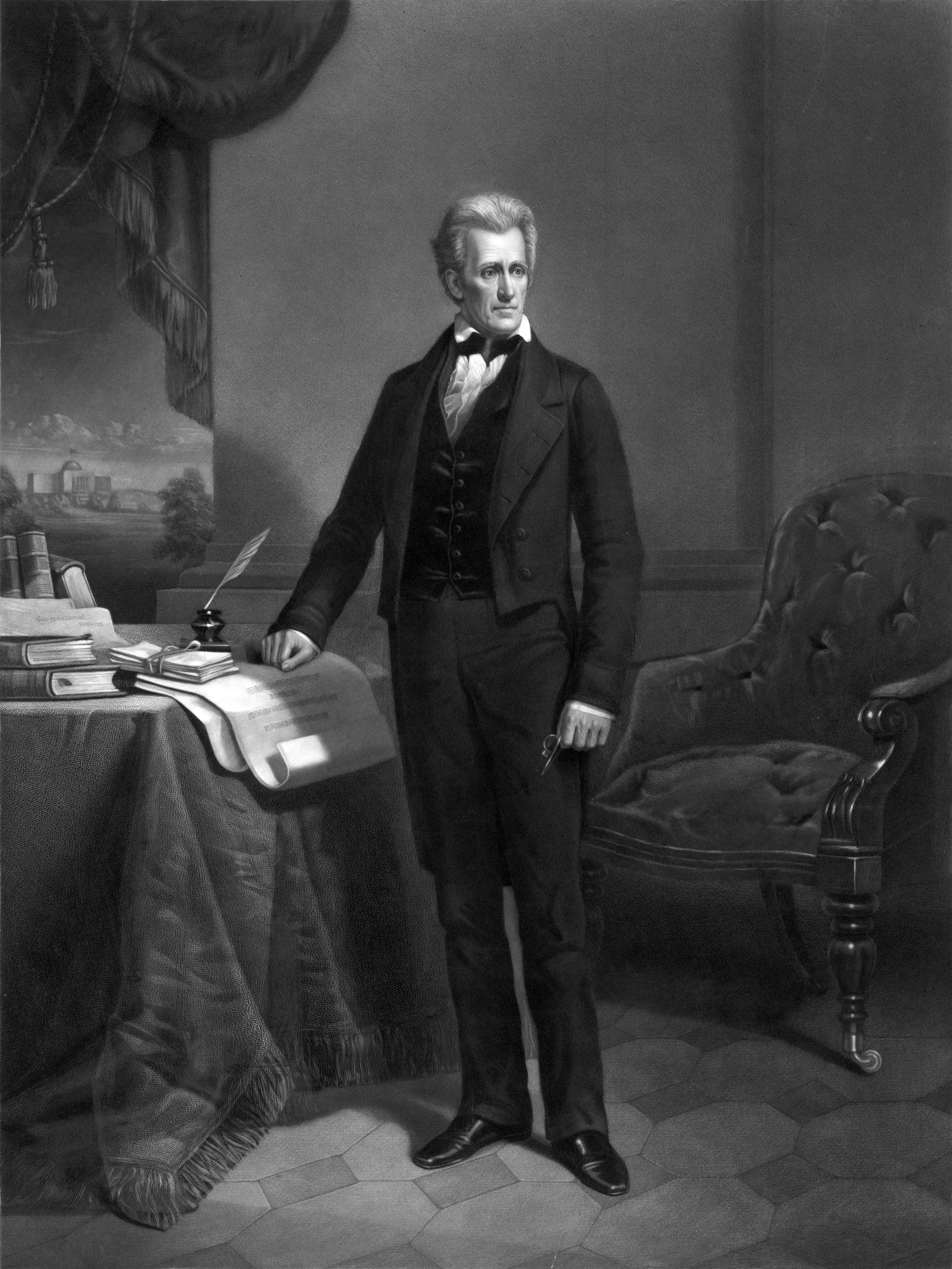
Președintele Andrew Jackson. New York: Ritchie & Co. (1860)

### Filosofia
Numele lui Jackson a fost asociat cu noțiunea de „democrație jacksoniană” și cu mutarea și extinderea democrației prin transferul unei părți din puterea politică de la elitele stabilite spre alegătorii de rând organizați în partide politice. „Epoca lui Jackson” a format agenda națională și viața politică americană. Filosofia lui Jackson ca președinte era similară cu cea a lui Jefferson, susținând valorile republicane ale generației Revoluției Americane. Jackson și-a asumat un ton moralist, cu credința că simpatiile agrariene, și o viziune limitată asupra drepturilor statelor și asupra guvernului federal vor duce la mai puțină corupție. Se temea că interesele interesele financiare și de afaceri vor corupe valorile republicane⁠(d). Când Carolina de Sud s-a opus legii taxelor vamale, și-a asumat o poziție puternică în favoarea naționalismului și împotriva secesiunii.
Jackson credea în capacitatea poporului de a „ajunge la concluziile drepte”. Acesta avea dreptul nu doar să-și aleagă reprezentanții, ci și să-i instruiască. Persoanele în funcții oficiale ar trebui fie să se supună voinței populare, fie să demisioneze. El respingea ideea unei Curți Supreme puternice cu hotărâri obligatorii, susținând că „Congresul, Executivul și Curtea trebuie să se îndrume fiecare după propriile opinii asupra Constituției”. Jackson credea că judecătorii Curții Supreme trebuie și ei aleși prin vot, și credea într-un construcționism strict ca cel mai bun mod de a asigura conducerea democratică. El a cerut limitarea mandatelor președinților și abolorea Colegiului Electoral. Istoricul Robert Remini opina, 150 de ani mai târziu, că Jackson „era mult înaintea vremurilor lui–și poate mult mai departe decât ar putea vreodată să realizeze țara lui”.

### Inaugurarea
Jackson a plecat de la Hermitage la 19 ianuarie și a sosit la Washington la 11 februarie. După aceea a început să-și aleagă miniștrii din cabinet. Așa cum era de așteptat, Jackson l-a ales pe Van Buren drept secretar de stat, apoi pe Eaton din Tennessee ca secretar de război, pe Samuel D. Ingham⁠(d) din Pennsylvania ca secretar al Trezoreriei, pe John Branch⁠(d) din Carolina de Nord ca secretar al Marinei, pe John M. Berrien⁠(d) din Georgia ca avocat general, și pe William T. Barry⁠(d) din Kentucky ca diriginte al poștelor. Prima variantă de cabinet a lui Jackson s-a dovedit nereușită, plină de partizanat acerb și de bârfe. Jackson l-a acuzat în parte pe Adams pentru rolul lui în ceea ce s-a spus despre Rachel în timpul campaniei, și a refuzat să se întâlnească cu el după sosirea la Washington. Ca urmare, Adams a ales să nu participe la ceremonia de inaugurare.
La 4 martie 1829, Andrew Jackson a devenit primul președinte ales al Statelor Unite care a depus jurământul pe porticul de est al Capitoliului Statelor Unite. În discursul inaugural, Jackson a promis să respecte puterile suverane ale statelor și limitările constituționale ale președinției. El a promis și că va urmări „reforme” prin înlăturarea puterii din „mâini necredincioase ori incompetente”. La finalul ceremoniei, Jackson a invitat publicul la Casa Albă, unde susținătorii lui au ținut o petrecere exuberantă. Mii de spectatori au copleșit personalul Casei Albe, și s-au produs daune minore la mobilier și aparate. Populismul i-a adus lui Jackson porecla de „Regele Gloată” (în engleză King Mob).

### Afacerea „Petticoat”
Jackson a dedicat un timp considerabil din primii ani de președinție tratării efectelor a ceea ce avea să fie cunoscut ca „afacerea Petticoat” sau „afacerea Eaton”. Se bârfea la Washington între membrii cabinetului Jackson și soțiile lor, inclusiv soția lui Calhoun, Floride Calhoun⁠(d), despre secretarul de război Eaton și soția lui, Peggy Eaton⁠(d). Zvonurile obscene susțineau că Peggy, barmaniță în crâșma tatălui ei, era o femeie promiscuă sau chiar o prostituată. Au apărut și alte controverse deoarece Peggy se recăsătorise curând după moartea soțului ei anterior, și s-a afirmat că ea și soțul ei avuseseră o relație adulteră când răposatul soț încă mai trăia. O aprigă luptă politică de salon a izbucnit după ce soțiile membrilor cabinetului, în frunte cu doamna Calhoun, au refuzat să socializeze cu soții Eaton. Să primești o prostituată în familia oficială era ceva inimaginabil—dar Jackson a refuzat să creadă zvonurile, spunând Cabinetului că „este neprihănită ca o fecioară!” Jackson credea că dezonorabili sunt doar zvonerii, care în esență îl dezonorau și îl contestau pe Jackson însuși îndrăznind, în încercarea de a-i izgoni pe soții Eaton, să-i dicteze pe cine poate și pe cine nu poate să numească în cabinet. Jackson își reamintea și atacurile lansate la adresa soției lui. Aceste amintiri i-au crescut angajamentul pentru apărarea lui Peggy Eaton.
Între timp, soțiile membrilor cabinetului insistau că sunt în joc interesele și onoarea tuturor femeilor americane. Ele credeau că o femeie responsabilă nu trebuie niciodată să acorde unui bărbat favoruri sexuale fără asigurarea care îi venea prin căsătorie. O femeie care încalcă acest cod este dezonorabilă și inacceptabilă. Istoricul Daniel Walker Howe⁠(d) remarca faptul că acesta era chiar spiritul feminist care avea să formeze în următorul deceniu mișcarea pentru drepturile femeilor. Secretarul de stat Martin Van Buren, văduv, deja se coaliza împotriva lui Calhoun și vedea acum oportunitatea de a da lovitura: a luat partea lui Jackson și a lui Eaton.
În primăvara lui 1831, la sugestia lui Van Buren, Jackson a cerut demisiile tuturor membrilor cabinetului cu excepția lui Barry. Van Buren a demisionat și el pentru a evita percepția de partizanat. În 1832, Jackson l-a nominalizat pe Van Buren pentru funcția de ambasador în Marea Britanie. Calhoun a blocat nominalizarea cu votul de departajare, susținând că nominalizarea pe care a respins-o „...îl va omorî [pe Van Buren], domnule, îl va lăsa mort. Nu va mai mișca, domnule, nu va mai mișca.” Van Buren a continuat să servească drept important consilier pentru Jackson și a fost pus pe tichet ca vicepreședinte la alegerile din 1832, lăsând impresia că el va deveni succesorul lui Jackson. Afacerea Eaton a dus la dezvoltarea așa-numitului cabinet de bucătărie⁠(d), un grup neoficial de consilieri ai președintelui. Existența lui își avea parțial rădăcinile în dificultățile lui Jackson de a lucra cu cabinetul oficial, chiar și după epurarea lui.

### Politica de îndepărtare a indienilor

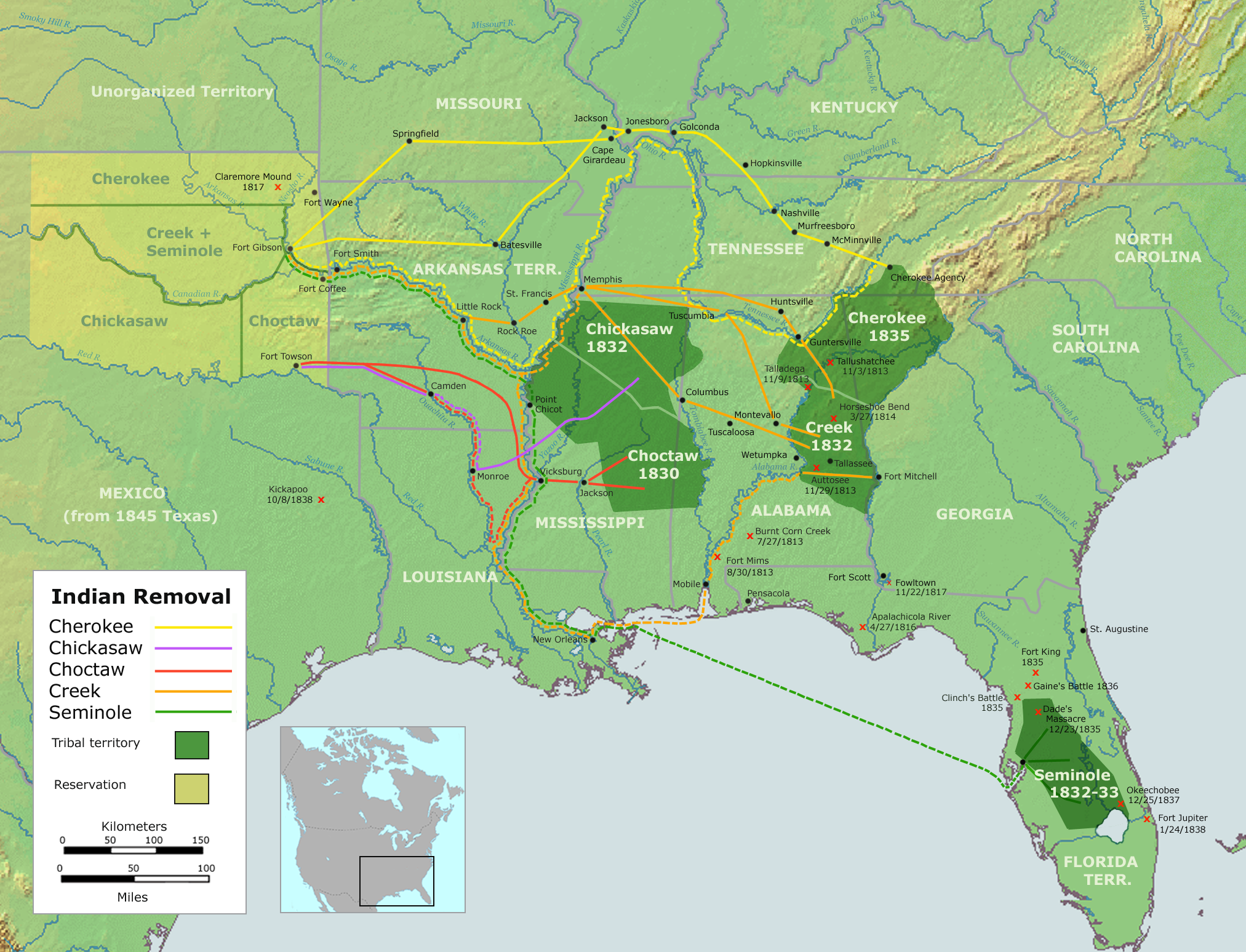
Legea de Îndepărtare a Indienilor, promovată de Jackson, și tratatele ulterioare, au avut ca urmare îndepărtarea forțată a mai multor triburi indiene din teritoriile lor tradiționale, inclusiv evenimentele drumului lacrimilor.

De-a lungul celor opt ani în funcție, Jackson a perfectat circa 70 de tratate cu triburile amerindiene atât din Sud⁠(d) cât și din Nord-Vest. Președinția lui Jackson a marcat o nouă eră a relațiilor indiano-angloamericane⁠(d) declanșând o politică de înlăturare a indienilor. Jackson însuși a participat uneori la procesul de negociere a tratatelor cu diferite triburi amerindiene, deși alteori a lăsat negocierile în seama subalternilor. Printre triburile din Sud se numărau Choctaw, Creek⁠(d), Chickasaw⁠(d), Seminole⁠(d) și Cherokee. În Nord-Vest erau Ojibwe, Ottawa⁠(d) și Potawatomi⁠(d).
Relațiile între indieni și americani s-au tensionat din ce în ce mai mult și au devenit uneori violente ca urmare a conflictelor teritoriale. Președinții anteriori susținuseră uneori deportări sau tentative de a-i „civiliza” pe indieni, dar au lăsat în general chestiunea să găsească un echilibru, cu minime intervenții. Se dezvoltase o mișcare populară și politică crescândă pentru rezolvarea problemei și din ea s-a dezvoltat politica de relocare a populației amerindiene. Jackson, care nu era cunoscut pentru reținere, a devenit un susținător al acestei politici de relocare în ceea ce mulți istorici consideră a fi cel mai controversat aspect al președinției lui.
În Primul Mesaj Anual adresat Congresului, Jackson a susținut punerea deoparte a unor teritorii la vest de fluviul Mississippi pentru triburile indiene. La 26 mai 1830, Congresul a adoptat Legea de Îndepărtare a Indienilor⁠(d), pe care Jackson a promulgat-o după două zile. Legea autoriza președintele să negocieze tratate pentru achiziția terenurilor tribale în schimbul unor alte teritorii mai spre vest, în afara frontierelor statelor existente. Legea se referea explicit la cele Cinci Triburi Civilizate din Sud, condițiile fiind ca aceștia fie să se mute spre vest, fie să rămână și să se supună legilor statului, punând efectiv capăt suveranității lor.

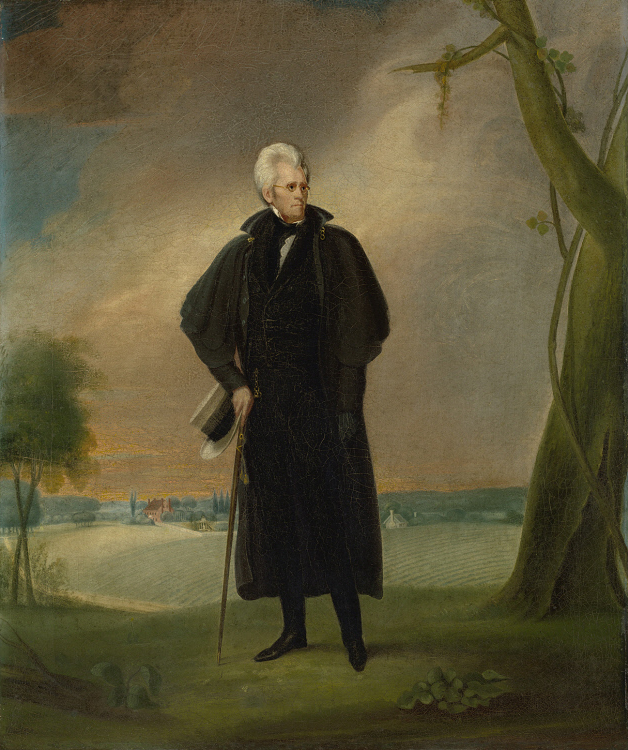
Portretul lui Jackson realizat de, 1830

Jackson, Eaton și generalul Coffee au negociat cu tribul Chickasaw, care deja acceptase să se mute. Jackson i-a însărcinat pe Eaton și Coffee cu negocierea cu tribul Choctaw. În lipsa calităților de negociator ale lui Jackson, ei i-au mituit frecvent pe șefii de trib pentru a obține supunerea lor. Tactica a funcționat, și șefii de trib au acceptat⁠(d) să se mute. Îndepărtarea tribului Choctaw a avut loc în iarna dintre 1831 și 1832, și a fost marcată de suferințe și tragedii. Seminolii, deși semnaseră tratatul de la Payne's Landing⁠(d) în 1832, au refuzat să se mute. În decembrie 1835, disputa a escaladat în al Doilea Război al Seminolilor⁠(d). Acest război a durat peste șase ani, luând sfârșit în cele din urmă în 1842. Membrii națiunii Creek semnaseră tratatul de la Cusseta⁠(d) în 1832, prin care indienilor Creek li se permitea să vândă sau să-și păstreze terenurile. Au izbucnit ulterior conflicte între indienii Creek care au rămas și coloniștii albi, ceea ce a dus la un al doilea Război al Creekilor⁠(d). O plângere frecventă în sânul triburilor era că cei care semnaseră tratatele nu erau reprezentanți ai întregului trib.
Statul Georgia s-a implicat într-o dispută între indienii Cherokee, culminând cu decizia Curții Supreme din 1832 în cazul Worcester v. Georgia⁠(d). Președintele Curții, John Marshall a redactat decizia curții prin care anunța că Georgia nu poate interzice albilor să pătrundă pe pământurile triburilor, așa cum încercase să facă prin intermediul a doi misionari care ar fi stârnit rezistența în rândurile amerindienilor. Lui Jackson i se atribuie adesea următorul răspuns: „John Marshall a luat hotărârea, acum să-l vedem cum o pune în aplicare”. Citatul pare să indice viziunea sfidătoare a lui Jackson față de instanțele judecătorești și i-a fost atribuit lui Jackson de către Horace Greeley, care îl cita ca sursă pe congressmanul George N. Briggs⁠(d). Remini afirmă că Jackson nu s-a exprimat așa, deoarece, deși „cu singuranță pare a fi vorba lui Jackson... dar nu avea ce să pună în aplicare”. Aceasta deoarece nu fusese niciodată emis un înscris habeas corpus pentru misionari. Curtea nu a cerut șerifilor federali⁠(d) să pună hotărârea în aplicare, așa cum era practica obișnuită.
Un grup de indieni Cherokee în frunte cu John Ridge⁠(d) a negociat tratatul de la New Echota⁠(d). Ridge nu era un lider Cherokee cu recunoaștere largă, iar acest document a fost respins de unii ca nelegitim. O altă facțiune, în frunte cu John Ross⁠(d), a lansat, fără succes, o petiție de protest împotriva propunerii de înlăturare. Indienii Cherokee se considerau în mare parte independenți, nesupuși legilor Statelor Unite sau alor Georgiei. Tratatul a fost pus în aplicare de succesorul lui Jackson, Van Buren. Ca urmare, până la 4000 din cei 18.000 de indieni Cherokee au murit pe „drumul lacrimilor” în 1838. Peste 45.000 de amerindieni au fost mutați spre vest în timpul administrației Jackson, deși câțiva Cherokee s-au întors ulterior sau au migrat în Munții Smoky⁠(d). Războiul lui Șoim Negru⁠(d) a avut loc în timpul președinției lui Jackson în 1832 după ce un grup de indieni a trecut granița pe teritoriul american.

### Reformele, rotația cadrelor și sistemul clientelar
Într-o încercare de a elimina corupția din guvern, Jackson a lansat anchete prezidențiale ale tuturor funcțiilor și departamentelor executive ale Cabinetului. El credea că persoanele numite în funcții trebuie angajate pe merit și a retras mulți candidați care considera el că administrează fondurile cu lejeritate. El a cerut Congresului să reformeze legile delapidării, să reducă cererile frauduloase de pensii federale, legi ale veniturilor pentru a preveni evaziunea taxelor vamale, și legi care să îmbunătățească responsabilitatea guvernamentală. Dirigintele poștelor din mandatul lui Jackson, generalul Barry, a demisionat după ce o anchetă a Congresului în domeniul poștei a dezvăluit reaua gestiune a serviciilor poștale, infracțiuni organizate și favoritism la acordarea de contracte profitabile, precum și neauditarea conturilor și nesupravegherea îndeplinirii contractelor. Jackson l-a înlocuit pe Barry cu auditorul trezoreriei, membru proeminent al „cabinetului de bucătărie” Amos Kendall⁠(d), care avea să pună în aplicare mult necesarele reforme ale Departamentului Poștei.
Jackson a cerut în mod repetat abolirea Colegiului Electoral prin amendament constituțional în mesajele sale anuale adresate Congresului ca președinte. În al treilea mesaj anual adresat Congresului, a arătat că „de aceea am recomandat amendamente la Constituția Federală prin care alegerea președintelui și vicepreședintelui să fie dată poporului și prin care serviciul celui dintâi să fie limitat la un singur mandat. Atât de importante consider eu aceste schimbări în legea noastră fundamentală încât nu pot, conform simțului datoriei, să omit a le aduce spre considerația unui nou Congres.”
Deși nu a reușit să îndeplinească aceste obiective, mandatul lui Jackson a adus diferite alte reforme. În iulie 1836, a susținut o lege prin care permitea văduvelor soldaților din Războiul de Independență să primească pensiile soților lor, dacă îndeplinesc unele condiții. În 1836, Jackson a decretat ziua de lucru de zece ore în șantierele navale naționale.
Jackson a pus în aplicare Legea Titularizării Funcțiilor⁠(d), promulgată în 1820 de președintele Monroe, prin care se limitau numirile în funcție și se autoriza președintele să demită și să numească asociați ai partidului politic. Jackson credea că o rotație a cadrelor⁠(d) este de fapt o reformă democratică ce preîntâmpină succesiunea din tată în fiu în funcțiile publice și care face funcționarii publici mai responsabili față de voința populară. Jackson a declarat că rotația numirilor politice în funcție este „un principiu conducător al crezului republican”. Jackson remarca: „într-o țară în care funcțiile se creează numai în folosul poporului, niciun om nu are mai mult drept intrinsec la o funcție oficială ca altul”. Jackson credea că rotind numirile politice se poate preîntâmpina dezvoltarea unei birocrații corupte. Numărul de deținători de funcții federale înlăturați de Jackson a fost exagerat de adversarii lui; în primul mandat Jackson a schimbat din funcție circa 20% din slujbașii federali, atât din motive politice, cât și pentru neglijență în serviciu. Jackson s-a folosit însă de puterile prezidențiale pentru a-i răsplăti pe democrații credincioși cu posturi în guvernul federal. Abordarea lui Jackson includea patriotismul printre calificările necesare funcțiilor. După ce a numit diriginte de poștă un soldat care își pierduse un picior într-o luptă, Jackson a declarat: „dacă și-a pierdut piciorul luptând pentru țara lui, pentru mine e de ajuns”.
Teoria lui Jackson privind rotația cadrelor a generat ceea ce avea să fie mai târziu numit „clientelism politic⁠(d)”. Realitățile politice ale Washingtonului l-au obligat uneori pe Jackson să facă numiri partizane în funcție, în ciuda rezervelor sale personale. Supravegherea birourilor și departamentelor ale căror operațiuni se desfășurau în afara Washingtonului (cum ar fi Vama New York; Poșta; Departamentele Marinei și de Război; și Biroul de Afaceri Indiene, al cărui buget crescuse enorm în cele două decenii anterioare) s-au dovedit dificile. Remini susține că deoarece „prieteniile, politica și geografia erau toate criteriile după care președintele făcea numiri în funcții, majoritatea acestor numiri erau substandard”.

### Criza nulificării
În 1828, Congresul aprobase „Taxa Abominabilă⁠(d)”, care ridica taxele vamale la un nivel fără precedent. Stăpânii de plantații din Sud, care își vindeau bumbacul pe piețele mondiale, s-au opus puternic acestei taxe, care, considerau ei, favoriza interesele Nordului. Sudul trebuia acum să plătească mai mult pentru bunuri pe care nu le producea local; și altor țări le-ar fi fost mai greu să-și permită să cumpere bumbac din Sud. Problema a escaladat, în timpul președinției lui Jackson, în Criza Nulificării, după ce Carolina de Sud a amenințat cu secesiunea.
Expunerea și Protestul Carolinei de Sud⁠(d) din 1828, document scris în secret de Calhoun, afirma că statul are dreptul să „nulifice”—adică să declare nulă—legea taxelor vamale din 1828. Deși Jackson simpatiza cu Sudul în discuția pe tema taxei vamale, el susținea cu tărie și o uniune puternică, în cadrul căreia guvernul central are puteri reale. Jackson a încercat să se confrunte cu Calhoun pe această temă, ceea ce s-a transformat într-o cruntă rivalitate între cei doi. Un incident a avut loc la 13 aprilie 1830, la cina cu ocazia Zilei Jefferson, la toasturile de după cină. Robert Y. Hayne⁠(d) a început prin a închina paharul „Uniunii Statelor și Suveranității Statelor”. S-a ridicat apoi Jackson și, cu o voce puternică, a adăugat: „Uniunea noastră federală: trebuie păstrată!” – o provocare clară adresată lui Calhoun. Calhoun și-a clarificat poziția răspunzând: „Uniunea: alături de Libertatea noastră, cel mai drag lucru!”
În mai 1830, Jackson a descoperit că Calhoun îi ceruse președintelui Monroe să-l sancționeze pe Jackson pe când era general, pentru invadarea Floridei Spaniole în 1818 pe când Calhoun era secretar de război. Relație între Calhoun și Jackson s-a deteriorat și mai mult. În februarie 1831, ruptura între Calhoun și Jackson era definitivă. Răspunzând unor articole de presă cu informații false despre conflictul lui, Calhoun publicase scrisori între el și Jackson detaliind conflictul, în ziarul United States Telegraph. Jackson și Calhoun au început o corespondență furioasă care a durat până când Jackson a încetat-o în iulie. Telegraph, ziar redactat de Duff Green⁠(d), îl susținuse anterior pe Jackson. După ce i-a luat partea lui Calhoun, Jackson avea nevoie de un nou organ de presă al administrației. El și-a asigurat serviciile vechiului său susținător Francis Preston Blair⁠(d), care în noiembrie 1830 își înființase un ziar denumit Washington Globe, care de atunci a servit drept principal purtător de cuvânt al Partidului Democrat.
Jackson a susținut revizuirea ratelor taxelor vamale, revizuire denumită taxele vamale din 1832⁠(d). Aceasta avea scopul de a-i concilia pe nulificatori reducând taxele. Scris de secretarul Trezoreriei, Louis McLane, proiectul de lege reducea taxele de la 45% la 27%. În mai, congressmanul John Quincy Adams a introdus o versiune ușor revizuită a proiectului, versiune pe care Jackson a acceptat-o. Ea a fost adoptată de Congres la 9 iulie și a fost promulgată de președinte la 14 iulie. Ea însă nu i-a mulțumit pe extremiștii de nicio parte. La 24 noiembrie, legislativul Carolinei de Sud a nulificat oficial atât legea din 1828, cât și pe cea din 1832. Ca răspuns, Jackson a trimis navele Marinei SUA în portul Charleston, și a amenințat că va spânzura pe oricine susține fățiș nulificarea sau secesiunea. La 28 decembrie 1832, Calhoun a demisionat din funcția de vicepreședinte pentru a deveni Senator al SUA de Carolina de Sud. Această manevră făcea parte dintr-o strategie prin care Calhoun, care mai avea doar trei luni din mandatul de vicepreședinte, urma să-i ia locul în Senat lui Robert Y. Hayne⁠(d), care apoi urma să devină guvernator. Hayne nu reușise să apere nulificarea de la tribuna Senatului, mai ales în fața criticilor dure ale senatorului Daniel Webster din Massachusetts.
În decembrie 1832, Jackson a emis o răsunătoare proclamație împotriva „nulificatorilor”, declarând că consideră că „puterea asumată de un stat de a anula o lege a Statelor Unite este incompatibilă cu existența Uniunii, contrazisă expres de litera Constituției, neautorizată de spiritul ei, neconformă cu orice principiu pe care s-a fondat ea, și distrugătoare față marele obiectiv cu care s-a format.” Carolina de Sud, declara președintelui, stă „pe muchia insurecției și trădării”, și a făcut apel la poporul statului să-și restabilească credința față de Uniunea pentru care luptaseră strămoșii lor. Jackson a negat și dreptul de secesiune: „Constituția ... formează un guvern și nu o asociere ... a spune că orice stat poate, la bunul său plac, să se separe de Uniune înseamnă a spune că Statele Unite nu sunt o națiune.” Jackson tindea să dea tente personale controversei, adesea caracterizând nulificarea ca o conspirație între oameni dezamăgiți și înrăiți ale căror ambiții fuseseră frustrate.
Jackson a cerut Congresului să adopte o „Lege a Forței⁠(d)” prin care se autoriza explicit utilizarea forței armate pentru a pune în aplicare taxele. Proiectul a fost introdus de senatorul Felix Grundy⁠(d) din Tennessee, și a fost rapid atacată de Calhoun ca „despotism militar”. În același timp, Calhoun și Clay au început să lucreze la o nouă taxă vamală de compromis⁠(d). Legea susținută de administrație fusese introdusă de congressmanul Gulian C. Verplanck⁠(d) din New York, dar ea reducea taxele mai mult decât doreau Clay și alți protectioniști. Clay a reușit să-l convingă pe Calhoun să accepte o lege cu taxe mai mari în schimbul opoziției lui Clay față de amenințările militare ale lui Jackson și, poate, cu speranța că poate câștiga niște voturi din Sud la următoarea candidatură pentru președinție. Taxa de compromis a fost adoptată la 1 martie 1833. Legea Forței a fost adoptată și ea în aceeași zi. Calhoun, Clay, și mai mulți alții au părăsit sala în semn de protest, singurul vot contra venind de la John Tyler din Virginia. Webster i se opunea noii taxe, susținând că ea în esență era o cedare la pretențiile Carolinei de Sud. Deși era furios că se renunțase la proiectul de lege Verplanck și din cauza alianței între Clay și Calhoun, Jackson a găsit-o un mijloc eficient de a pune capăt crizei. El a promulgat ambele legi la 2 martie, începând cu Legea Forței. Convenția Carolinei de Sud s-a întrunit apoi și și-a abrogat ordonanța de nulificare, dar, într-un ultim gest de sfidare, a nulificat Legea Forței. La 1 mai, Jackson scria: „taxa vamală a fost doar pretextul, obiectivul real era neunirea⁠(d) și confederarea Sudului. Următorul pretext va fi chestiunea negrilor, sau a sclaviei.”

### Afaceri externe

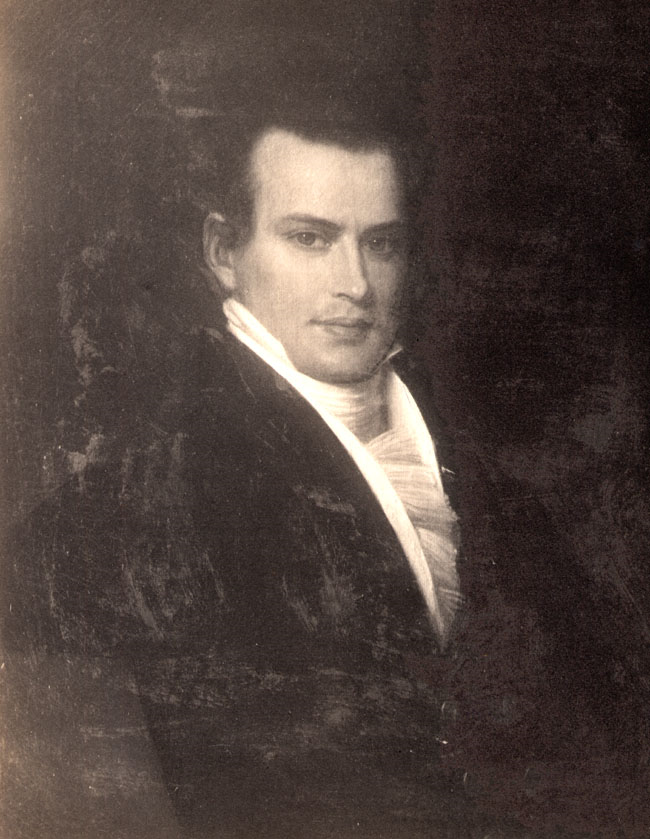
, ambasadorul lui Jackson în Franța, a negociat un tratat de despăgubiri cu Franța în 1831.

Pe tema afacerilor externe, în Prima Cuvântare Anuală în fața Congresului, Jackson și-a declarat scopul său „să nu cer nimic ce nu e clar că e bine și să nu accept nimic ce e clar că e rău”.
Când a preluat funcția, cereri de returnări de bunuri și cereri de despăgubire pentru marinarii și navele americane capturate în timpul Epocii Napoleoniene produceau tensiuni în relațiile între guvernele american și francez. Marina Franceză capturase nave americane și le trimisese în porturile spaniole în timp ce echipajele erau ținute captive și puse la muncă forțată fără proces și fără judecată. Conform secretarului de stat Martin Van Buren, relațiile între SUA și Franța erau „fără speranță”. Ambasadorul lui Jackson în Franța, William C. Rives⁠(d), a reușit, prin mijloace diplomatice, să convingă guvernul francez să semneze un tratat de despăgubire la 4 iulie 1831, prin care SUA urmau să primească 25.000.000 de franci (5.000.000 de dolari) despăgubiri. Guvernul francez a întârziat cu plata din cauza problemelor politice și financiare interne. Regele francez Ludovic Filip I și miniștrii lui dădeau vina pe Camera Deputaților. Până în 1834, neplata despăgubirilor de către guvernul francez a atras nemulțumirea lui Jackson, care și-a pierdut răbdarea. În discursul despre Starea Uniunii din decembrie 1834, Jackson a criticat aspru guvernul francez pentru neplată, afirmând că guvernul federal era „cu totul dezamăgit” de francezi, și a cerut Congresului să autorizeze represalii comerciale împotriva Franței. Jigniți de cuvintele lui Jackson, francezii au început să-și preseze guvernul să nu plătească despăgubirile până când Jackson nu-și cere scuze pentru remarcile făcute. În cuvântarea despre Starea Uniunii din decembrie 1835, Jackson a refuzat să-și ceară scuze, afirmând că despre poporul francez el are o părere bună și că față de ei intențiile lui sunt pașnice. Jackson a descris în detaliu istoria evenimentelor din jurul tratatului și încredințarea lui că guvernul francez amână intenționat plata. Francezii au acceptat sinceritatea declarațiilor lui Jackson și, în februarie 1836, despăgubirile au fost plătite.
Pe lângă Franța, administrația Jackson a rezolvat probleme de despăgubiri și cu Danemarca, Portugalia și Spania. Departamentul de stat al lui Jackson era activ și a reușit să perfecteze înțelegeri comerciale cu Rusia, Spania, Turcia, Regatul Unit și Siam. Conform tratatului cu britanicii, comerțul american era redeschis în Indiile de Vest. Acordul comercial cu Siamul a fost primul tratat între SUA și o țară asiatică. Ca urmare, exporturile americane au crescut cu 75% și importurile cu 250%.
Tentativa lui Jackson de a cumpăra Texasul de la Mexic în schimbul a 5.000.000 de dolari nu a reușit. Însărcinatul cu afaceri⁠(d) în Mexic, colonelul Anthony Butler, a sugerat ca SUA să anexeze Texasul pe cale militară, dar Jackson a refuzat. Butler a fost apoi înlocuit spre sfârșitul președinției lui Jackson. În 1835, a izbucnit Revoluția Texană după ce coloniștii americani practicanți ai sclaviei din Texas au intrat în conflict cu guvernul mexican și au declarat independența Texasului. În mai 1836, ei goniseră armata mexicană, și înființaseră Republica Texas ca stat independent. Noul guvern texan a legalizat sclavia și i-a cerut președintelui Jackson recunoașterea și anexarea la Statele Unite. Jackson ezita să recunoască Texasul, întrucât nu era convins că noua republică își poate păstra independența față de Mexic, și nu dorea nici să facă din Texas o problemă antisclavie la alegerile din 1836. Strategia a funcționat: Partidul Democrat și loialitățile naționale au fost menținute intacte, iar Van Buren a fost ales președinte. Jackson a recunoscut oficial Republica Texas, numindu-l pe Alcée Louis la Branche⁠(d) însărcinat cu afaceri în ultima zi de președinție, pe 3 martie 1837.
Jackson nu a reușit să deschidă comerțul cu China și Japonia și nu a reușit să reducă prezența și puterea britanice în America de Sud.

### Vetoul în domeniul bancar și alegerile din 1832
Alegerile prezidențiale din 1832⁠(d) au dovedit rapida dezvoltare și organizare a partidelor politice în această perioadă. Prima convenție națională a Partidului Democrat, ținută la Baltimore, l-a nominalizat pe alesul lui Jackson pentru postul de vicepreședinte, Van Buren. Partidul Național Republican, care își ținuse prima convenție la Baltimore anterior în decembrie 1831, l-a nominalizat pe Henry Clay, acum senator de Kentucky, alături de John Sergeant⁠(d) din Pennsylvania. Partidul Antimasonic a apărut capitalizând opoziția față de francmasonerie, opoziție existentă mai ales în New England, după dispariția și posibila ucidere a lui William Morgan⁠(d). Partidul, care își ținuse anterior convenția tot la Baltimore în septembrie 1831, i-a nominalizat pe William Wirt⁠(d) din Maryland și pe Amos Ellmaker⁠(d) din Pennsylvania. Clay, ca și Jackson, era mason, așa că unii antijacksonieni care ar fi susținut Partidul Național Republican l-au susținut în schimb pe Wirt.

Rezultatele alegerilor din 1832

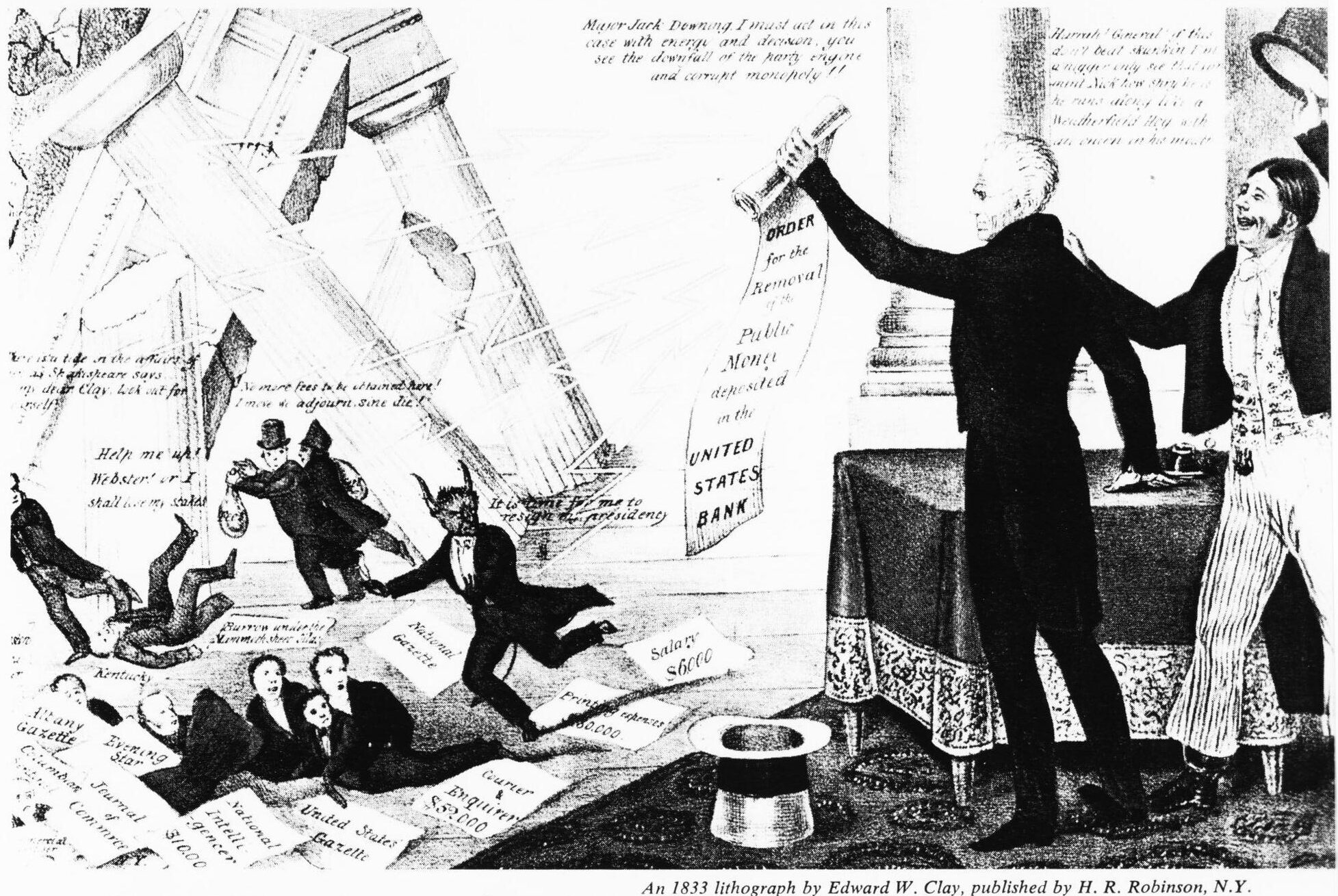
Caricatură democrată din 1833, în care Jackson distruge „Banca Diavolului”

În 1816, a fost înființată a Doua Bancă a Statelor Unite⁠(d) de către președintele James Madison, pentru a repara economia americană, devastată de Războiul din 1812. Monroe îl numise pe Nicholas Biddle⁠(d) director al băncii. Jackson credea că Banca reprezintă un monopol fundamental corupt. El insista să arate că acționarii erau mai ales străini, și că ea exercită un control incorect de mare asupra sistemului politic. Jackson s-a folosit de această chestiune pentru a-și promova valorile democrate, crezând că Banca era condusă în cele din urmă doar de cei bogați. Jackson a afirmat că Banca îi face „pe bogați și mai bogați și pe cei puternici și mai puternici”. A acuzat-o de dirijare a împrumuturilor cu intenția de a influența alegerile. În cuvântarea ținută în fața Congresului în 1830, Jackson a cerut un înlocuitor pentru Bancă, unul care să nu aibă acționari privați și să nu fie autorizată să cumpere sau să închirieze terenuri. Singura ei putere ar fi trebuit să fie aceea de a emite bancnote. Cuvântarea a dus la dezbateri intense în Senat. Thomas Hart Benton, acum un puternic susținător al președintelui, în ciuda încăierării din urmă cu mai mulți ani, a ținut o cuvântare în care a denunțat în termeni duri Banca și a cerut o dezbatere deschisă despre reautorizarea ei. Webster a propus însă o moțiune care a respins, la limită, hotărârea propusă de Benton. Puțin mai târziu, ziarul Globe a anunțat că Jackson va candida pentru realegere.
În ciuda nemulțumirilor sale față de Bancă, el a susținut un plan avansat spre sfârșitul lui 1831 de secretarul Trezoreriei, Louis McLane, susținător moderat al Băncii, care în secret colabora cu Biddle, pentru reautorizarea unei versiuni reformate a Băncii în așa fel încât să elibereze fonduri care ar fi putut fi apoi folosiți pentru întărirea armatei sau pentru plata datoriei naționale. Aceasta avea să se facă, în parte, prin vânzarea de acțiuni guvernamentale ale Băncii. Contra obiecțiilor procurorului general⁠(d) Roger Taney, adversar ireconciliabil al Băncii, el i-a permis lui McLane să publice un raport al Trezoreriei, prin care în esență recomanda reautorizarea Băncii.
Clay spera să facă din chestiunea Băncii una importantă pentru campania electorală, în așa fel încât să-l poată acuza pe Jackson de depășire a prerogativelor în cazul în care refuză să promulge o lege de reautorizare. El și Webster i-au cerut lui Biddle să ceară imediat reautorizarea și să nu aștepte ajungerea la un compromis cu administrația. Biddle a fost însă sfătuit contrariul de către democrați moderați, ca McLane și William Lewis, care susțineau că Biddle trebuie să aștepte, deoarece foarte probabil Jackson va refuza să promulge legea de reautorizare. La 6 ianuarie 1832, Biddle a transmis Congresului o cerere de înnoire a autorizării Băncii, fără vreuna din reformele propuse. Cererea a venit cu patru ani înainte de expirarea autorizației inițiale, valabilă 20 de ani. Cererea de reautorizare a lui Biddle a fost aprobată de Senat la 11 iunie și de cameră la 3 iulie 1832. Jackson era hotărât să nu o promulge. Mulți democrați moderați, inclusiv McLane, au fost indignați de ceea ce percepeau drept aroganța legii și l-au susținut în hotărârea lui. Când Van Buren s-a întâlnit cu Jackson de 4 Iulie, Jackson a declarat: „Banca, domnule Van Buren, încearcă să mă omoare. Dar am s-o omor eu pe ea.” Pe 10 iulie, Jackson a anunțat oficial că refuză să promulge legea. Mesajul de veto a fost redactat mai ales de Taney, de Kendall, și de nepotul și consilierul lui Jackson, Andrew Jackson Donelson⁠(d). În el, Banca era atacată ca agent al inegalității, care îi susținea doar pe cei bogați. Vetoul a fost considerat „unul dintre cele mai puternice și mai controversate” manifeste prezidențiale și „un manifest politic strălucit”. Partidul Național Republican⁠(d) a făcut imediat din vetoul lui Jackson la legea Băncii o chestiune politică. Adversarii politici ai lui Jackson denunțau vetoul ca „insulta egalitaristului și demagogului”, susținând că Jackson se folosește de lupta de clasă pentru a obține susținerea oamenilor de rând.
La îndrumarea lui Biddle, Banca a finanțat cu mii de dolari o campanie împotriva lui Jackson, validând aparent acuzația lui Jackson că ea se amestecă în procesul politic. La 21 iulie, Clay spunea în privat: „campania s-a terminat, și cred că am câștigat”. Jackson a reușit să-și ilustreze vetoul ca o apărare a omului de rând împotriva tiraniei guvernului. Clay a dovedit că nu se poate pune cu capacitatea lui Jackson de a rezona cu poporul și cu puternicele rețele politice ale Partidului Democrat. Ziarele, paradele, petrecerile câmpenești și mitingurile democraților au sporit și ele popularitatea lui Jackson. Jackson însuși a avut numeroase apariții în public la întoarcerea din Tennessee la Washington, D.C. Jackson a câștigat alegerile detașat, cu 54 de procente în votul popular și 219 voturi electorale. Clay a primit 37 de procente din votul popular și 49 de voturi electorale. Wirt a primit doar opt procente din votul popular și șapte voturi electorale, în timp ce Partidul Antimasonic a intrat în declin. Jackson considera această victorie solidă un mandat popular pentru vetoul la reautorizarea Băncii și pentru războiul său continuu contra controlului exercitat de Bancă asupra economiei naționale.

### Retragerea depozitelor și moțiunea de cenzură
În 1833, Jackson a încercat să înceapă retragerea depozitelor federale din Bancă, ale cărei funcțiuni de creditare fuseseră preluate de numeroasele bănci locale și de stat care s-au materializat în toată America, crescând astfel drastic creditarea și specula. Manevrele lui Jackson erau foarte controversate. El l-a demis pe McLane de la Departamentul Trezoreriei, numindu-l în schimb secretar de stat, în locul lui Edward Livingston. El l-a înlocuit pe McLane cu William J. Duane⁠(d). În septembrie, l-a concediat și pe Duane, pentru refuzul de a retrage depozitele. Dând semnalul intenției sale de a continua lupta cu Banca, el l-a înlocuit pe Duane cu Taney. Sub Taney, depozitele au început să fie retrase. Banii au fost mutați într-o varietate de bănci ale statelor prietenoase față de politicile administrației, denumite de critici „bănci de casă”⁠(d). Biddle a răspuns acumulând rezervele Băncii și contractând credite, ceea ce a făcut ca ratele dobânzilor să crească și să se apropie perspectiva unei panici financiare. Manevrele lui aveau ca scop forțarea lui Jackson să accepte un compromis. „Numai dovada suferinței în străinătate va produce vreun efect în Congres”, scria el. La început, strategia lui Biddle a funcționat, pentru că a pus o presiune enormă asupra lui Jackson. Dar Jackson s-a descurcat bine. Când oamenii veneau la el să se plângă, el îi trimitea la Biddle, spunând că el este omul care are „toți banii”. Abordarea lui Jackson a funcționat. Strategia lui Biddle s-a întors împotriva acestuia, crescând curentul antibancar.
În 1834, cei care nu erau de acord cu expansiunea puterii executive a lui Jackson s-au unificat și au format Partidul Whig, numindu-l pe Jackson „Regele Andrew I”. Partidul lor era botezat după Partidul Whig englez⁠(d) care se opusese în secolul al XVII-lea monarhiei britanice. A apărut o mișcare în rândul Whig-ilor din Senat pentru adoptarea unei moțiuni de cenzură contra lui Jackson. Aceasta a fost o manevră politică condusă de Clay, și care a servit doar să perpetueze animozitatea între el și Jackson. Jackson l-a făcut pe Clay „nesocotit și plin de furie ca un bețiv într-un bordel.” La 28 martie, Senatul a votat în favoarea moțiunii contra lui Jackson cu 26–20, și a respins și numirea lui Taney în funcția de secretar al Trezoreriei. Camera însă, condusă de președintele Comisiei de Mijloace și Metode⁠(d) James K. Polk, a declarat la 4 aprilie că Banca „nu ar mai trebui reautorizată” și că depozitele „nu ar mai trebui restaurate”. Ea a votat și în favoarea continuării folosirii băncilor de casă pentru depozite și a votat cu o majoritate și mai covârșitoare să ancheteze dacă Banca nu cumva produsese în mod artificial criza economică. Jackson a spus despre adoptarea acestor hotărâri că reprezintă un „triumf glorios”. În esență, ele au pecetluit soarta Băncii. Democrații au suferit apoi un pas înapoi temporar. Polk a candidat pentru postul de speaker al Camerei, în locul lui Andrew Stevenson⁠(d). După ce sudiștii au descoperit legăturile lui cu Van Buren, a fost învins de John Bell, tot din Tennessee, un democrat trecut în tabăra Whig, care se opunea politicii lui Jackson de retragere a depozitelor.

### Plata datoriei naționale
După retragerea restului de fonduri din Bancă, economia națională a devenit înfloritoare și guvernul federal a reușit, din impozite și din vânzarea terenurilor proprietate publică, să plătească toate datoriile.
La 1 ianuarie 1835, Jackson a plătit toată datoria națională, singurul moment din istoria SUA când s-a reușit aceasta. Obiectivul a fost atins în parte prin reformele lui Jackson îndreptate spre eliminarea utilizării improprii a fondurilor și prin vetoul său față de legile care considera el că implică cheltuieli extravagante. În decembrie 1835, Polk l-a învins pe Bell într-un nou scrutin pentru postul de speaker al Camerei. În cele din urmă, la 16 ianuarie 1837, când jacksonienii aveau majoritatea în Senat, moțiunea de cenzură a fost anulată după ani de eforturi ale susținătorilor lui Jackson. Ironic, mișcarea pentru anularea moțiunii a fost condusă de Benton.
În 1836, ca urmare a creșterii speculațiilor cu terenuri, Jackson a emis Circulara Monedelor⁠(d), un ordin executiv⁠(d) care îi obliga pe cei care cumpărau pământuri de la guvern să plătească în monede de aur și argint. Rezultatul a fost creșterea cererii de aur și argint, pe care băncile nu o puteau onora la cerere în schimbul bancnotelor, ceea ce a contribuit la Panica din 1837⁠(d). În biografia lui Van Buren de la Casa Albă, se face observația: „în esență, problema o constituia economia ciclică de «boom and bust» («explozie și prăbușire») a secolului al XIX-lea, care își urma circuitul ei fluctuant obișnuit, dar măsurile financiare ale lui Jackson au contribuit la prăbușire. Distrugerea de către el a celei de a Doua Bănci a Statelor Unite înlăturase restricțiile asupra practicilor inflaționiste ale băncilor unor state; specula sălbatică cu terenuri, pe baza creditelor bancare ușor de obținut, se generalizase în Vest. Pentru a pune capăt acestei specule, Jackson a emis în 1836 Circulara Monedelor...”

### Atacul și tentativa de asasinat

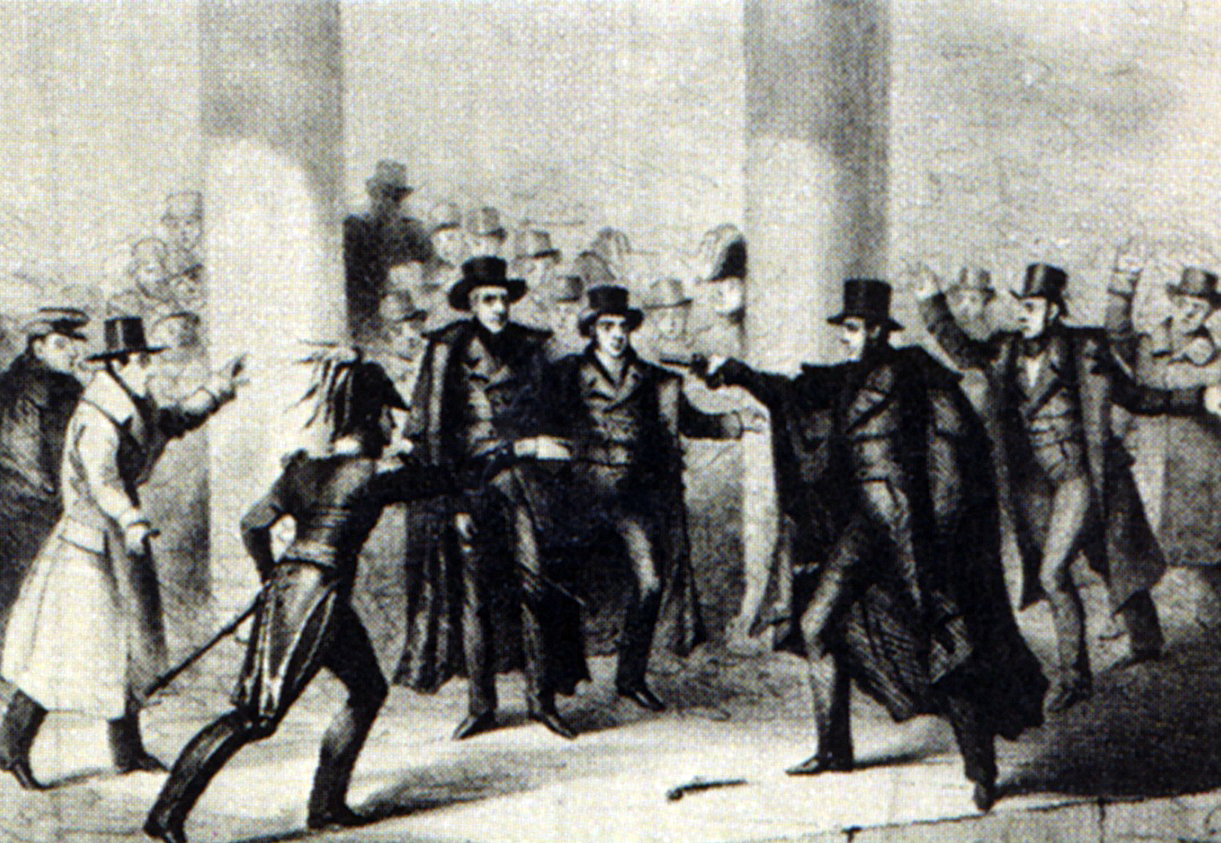
Tentativa lui de a-l ucide pe Jackson, reprezentată pe o gravură din 1835

Primul atac fizic reținut de istorie împotriva unui președinte american a fost îndreptat împotriva lui Jackson. El ordonase demiterea lui Robert B. Randolph din conducerea Marinei pentru delapidare. La 6 mai 1833, Jackson mergea cu nava USS Cygnet la Fredericksburg⁠(d), unde urma să pună piatra de temelie a unui monument din apropierea mormântului lui Mary Ball Washington, mama lui George Washington. La o oprire lângă Alexandria, Randolph și-a făcut apariția și l-a lovit pe președinte. A fugit de la locul faptei urmărit de mai mulți membri ai grupului lui Jackson, inclusiv scriitorul Washington Irving. Jackson a refuzat să depună plângere.
La 30 ianuarie 1835, a avut loc ceea ce se crede a fi prima tentativă de asasinat asupra unui președinte al Statelor Unite aflat în funcție, chiar lângă Capitoliul Statelor Unite. Când Jackson pleca prin Porticul de Est după înmormântarea congressmanului de Carolina de Sud Warren R. Davis⁠(d), Richard Lawrence⁠(d), un zugrav șomer din Anglia, a îndreptat spre Jackson un pistol, care însă s-a blocat. Lawrence a scos apoi un al doilea pistol, care s-a blocat și el. Istoricii cred că vremea umedă a contribuit la defectarea ambelor arme de foc. Înfuriat, Jackson l-a atacat pe Lawrence cu bastonul. Alte persoane de față, între care și Davy Crockett, l-au imobilizat și l-au dezarmat pe Lawrence.
Lawrence a dat mai multe explicații pentru fapta sa. Îl acuza pe Jackson pentru pierderea locului de muncă. El susținea că dacă președintele moare, „vor fi mulți bani” (referire la lupta lui Jackson cu Banca Statelor Unite) și că el „nu poate să se ridice până când nu cade președintele”. În cele din urmă, Lawrence le-a spus anchetatorilor că este un rege englez detronat—anume, Richard al III-lea, mort din 1485—și că Jackson este scribul lui. A fost declarat nebun și instituționalizat.
După aceea, pistoalele au fost testate și răstestate. De fiecare dată, ele au tras perfect. Mulți au crezut că Jackson fusese protejat de aceeași Providență care le apărase tânăra națiune. Incidentul a devenit o parte a miticii jacksoniene. Jackson a bănuit la început că tentativa ar fi fost orchestrată de mai mulți dintre adversarii săi politici, dar nicio astfel de bănuială nu a fost vreodată dovedită.

### Pamfletele anti-sclavie
În vara lui 1835, aboliționiștii din nord au început să trimită pamflete anti-sclavie prin poștă în Sud. Sudiștii sclavagiști au cerut ca poșta să interzică distribuția materialelor, care erau considerate „incendiare”, și unii au început să protesteze. Jackson dorea pace inter-secțională, și dorea să-i mulțumească pe sudiști înaintea alegerilor din 1836. Îi displăceau mult aboliționiștii, pe care îi credea că încearcă, prin instigarea animozităților secționale, să distrugă Uniunea. Jackson nu dorea nici să admită o insurecție deschisă. A susținut soluția dată de dirigintele poștelor, Amos Kendall, prin care diriginții din Sud primeau puteri discreționare de a trimite sau reține pamfletele anti-sclavie. În luna decembrie a acelui an, Jackson a cerut Congresului să interzică circulația prin Sud a „publicațiilor incendiare care au intenția de a-i instiga pe sclavi la insurecție.”

### Expediția americană de explorare

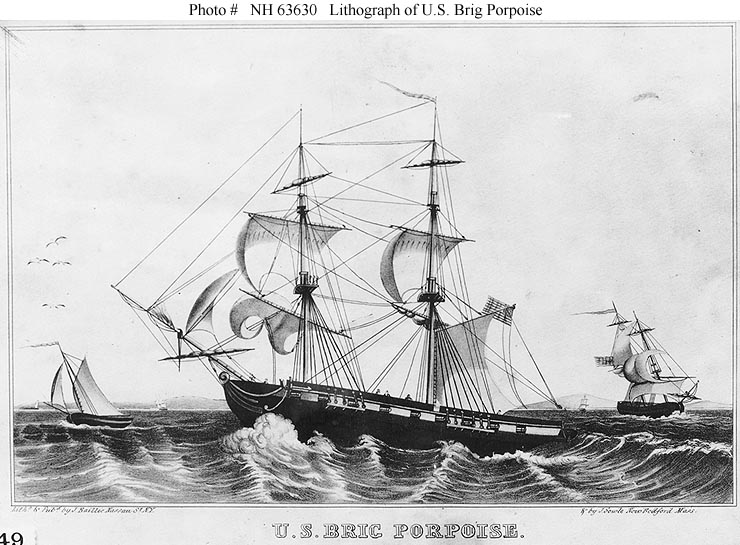
, un bric lăsat la apă în 1835 și lansat în mai 1836; utilizat în Expediția Statelor Unite de Explorare

Jackson s-a opus oricărei expediții științifice în timpul mandatului său. Ultimele expediții științifice cu finanțare federală avuseseră loc între 1817 și 1823, și fuseseră efectuate de Stephen H. Harriman⁠(d) pe Red River of the North⁠(d). Predecesorul lui Jackson, președintele Adams, încercase să lanseze o explorare științifică oceanică în 1828, dar Congresul nu era dispus să finanțeze efortul. Când Jackson a preluat funcția în 1829, el a pus deoparte planurile de expediție ale lui Adam. În cele din urmă, dornic să își lase amprenta ca președinte, așa cum făcuse Jefferson cu Expediția Lewis și Clark, Jackson a susținut explorarea științifică în al doilea său mandat. La 18 mai 1836, Jackson a promulgat o lege de înființare și finanțare a Expediției Statelor Unite de Explorare⁠(d) oceanică. Jackson l-a însărcinat cu aceasta pe secretarul Marinei, Mahlon Dickerson⁠(d), cerându-i să adune nave, ofițeri și personal științific adecvate pentru expediție; lansarea a fost planificată înainte de încheierea mandatului lui Jackson. Dickerson s-a dovedit incapabil de misiune, pregătirile au întârziat și expediția a fost lansată abia în 1838, în timpul președinției lui Van Buren. Un bric, USS Porpoise⁠(en)[traduceți], care avea să fie folosit în expediție; la ordinele secretarului Dickerson în mai 1836, a făcut ocolul lumii și a explorat și cartografiat Oceanul Antarctic, confirmând existența continentului Antarctica.

### Panica din 1837

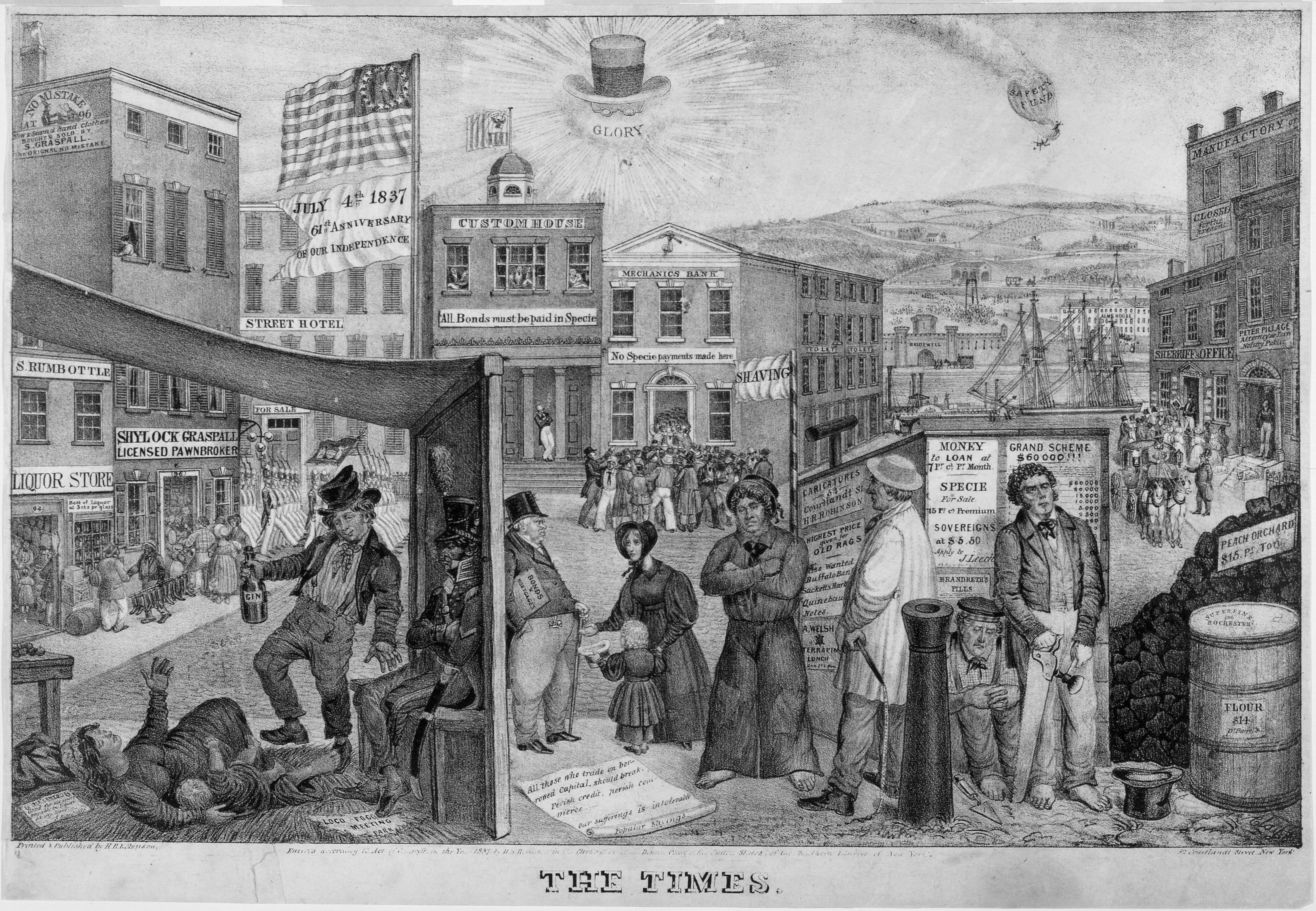
Un ziar din New York îl acuza de Panica din 1837 pe Andrew Jackson, reprezentat aici cu ochelari și joben.

În ciuda succeselor economice de după vetourile lui Jackson și după războiul politic împotriva Băncii, specula iresponsabilă cu terenuri și căi ferate a dus în cele din urmă la Panica din 1837⁠(d). Factori care au contribuit la ea au fost și vetoul lui Jackson la legea de reautorizare a celei de a Doua Bănci Naționale în 1832 și transferul ulterior de fonduri federale în băncile statelor în 1833, ceea ce a făcut ca băncile din vest să-și relaxeze standardele de creditare. Alte două acte normative jacksoniene din 1836 au contribit la Panica din 1837: Circulara Monedelor, prin care cei care cumpărau pământuri în vest erau obligați să plătească în aur și argint, și Legea Depozitelor și Distribuției, prin care se transferau fonduri federale din băncile statelor din est în cele din vest, ceea ce a dus la un nou val de speculă din partea băncilor. Circulara Monedelor dată de Jackson, deși trebuia să reducă specula și să stabilizeze economia, a lăsat mulți investitori incapabili să-și permită credite în aur și argint. În același an, a existat și o scădere a economiei britanice, care a dus la o reducere a investițiilor britanice în Statele Unite. Ca urmare, economia americană a intrat în recesiune, băncile au devenit insolvente, datoria națională (anterior plătită) a reapărut și a crescut, falimentele s-au răspândit, prețul bumbacului a scăzut, și șomajul a crescut dramatic. Recesiunea ce a urmat a durat patru ani, până în 1841, când economia a început să-și revină.

### Numirile în funcții judecătorești
Jackson a numit șase judecători la Curtea Supremă. Majoritatea nu au ieșit în evidență. Primul, John McLean⁠(d), fusese nominalizat în locul lui Barry, care acceptase să devină diriginte al poștelor. McLean „s-a făcut Whig și veșnic a uneltit să câștige” președinția. Următorii doi–Henry Baldwin⁠(d) și James Moore Wayne⁠(d)–au intrat în dezacord cu Jackson în unele puncte, dar nu erau bine văzuți nici de inamicii lui Jackson. Ca răsplată pentru serviciile sale, Jackson l-a nominalizat pe Taney la Curtea Supremă pentru a ocupa un loc rămas liber în ianuarie 1835, dar nominalizarea a fost repinsă de Senat. Președintele Curții, Marshall, a murit în 1835, lăsând astfel și al doilea loc liber. Jackson l-a nominalizat pe Taney pentru președinția Curții și pe Philip Pendleton Barbour⁠(d) pentru postul de judecător obișnuit. Ambii au fost confirmați de noul Senat. Taney a servit drept președinte al Curții până în 1864, prezidând o Curte⁠(d) care a confirmat multe din precedentele Curții Marshall⁠(d). În general, el a fost considerat un judecător bun și respectabil, dar opinia sa din cazul Dred Scott v. Sandford i-a umbrit în mare parte cariera. În ultima zi de președinție, Jackson l-a nominalizat pe John Catron⁠(d), care a fost confirmat.

### State admise în Uniune
Două state noi au fost admise în Uniune în timpul președinției lui Jackson: Arkansas (15 iunie 1836) și Michigan (26 ianuarie 1837). Ambele state au crescut puterea democraților în Congres, iar primul l-a ajutat pe Van Buren să câștige președinția în 1836, voturile celui de al doilea mergând tot spre el, deși nu era clar dacă vor fi admise. Aceasta a continuat tradiția ca statele noi să voteze partidul care a făcut cele mai multe pentru a le aduce admiterea.

## După președinție

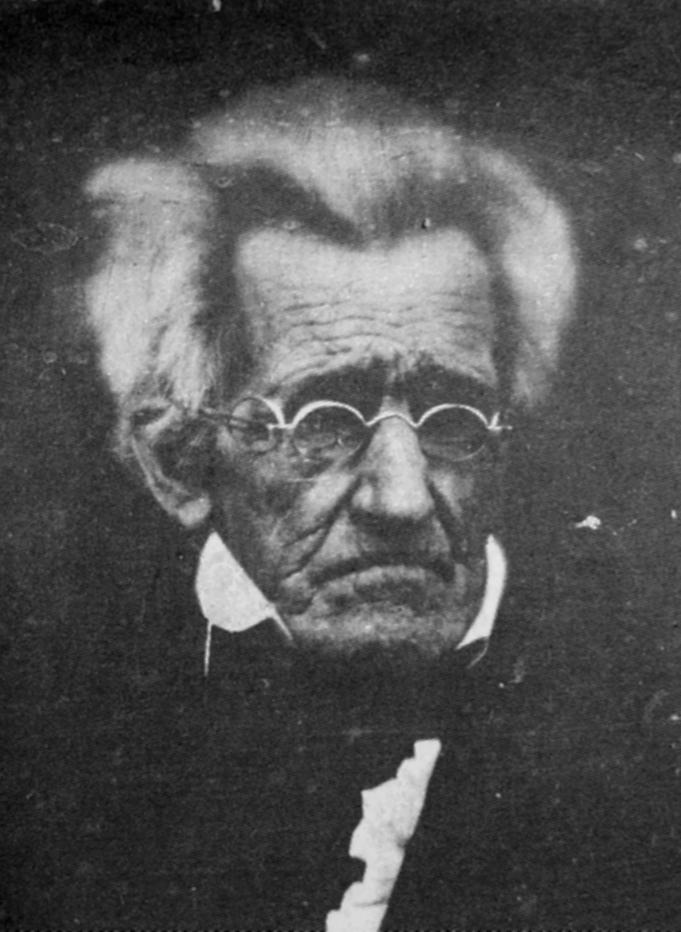
Copie fotografică a unui daghereotip din 1845

În 1837, după două mandate prezidențiale, Jackson a fost înlocuit de cel pe care l-a ales drept succesor, Martin Van Buren, și s-a retras la Hermitage. A început imediat să pună în ordine moșia care fusese slab gestionată în absența lui de fiul său adoptiv, Andrew Jr. Deși sănătatea îi era șubredă, Jackson a rămas o figură foarte influentă în politica națională și a statului. A fost un ferm susținător al uniunii federale a statelor și respingea orice discuție despre secesiune, insistând: „voi muri odată cu Uniunea”. Acuzat de producerea Panicii din 1837, era nepopular la începutul perioadei post-prezidențiale. Jackson a continuat să denunțe „perfidia și uneltirile” băncilor și l-a îndemnat pe succesorul său, Van Buren, să abroge Circulara Monedelor.
Ca soluție la criza economică, el a susținut un sistem cu o Trezorerie independentă⁠(d), gândit să țină balanțele monetare ale guvernului sub formă de aur sau argint⁠(d) și care să nu aibă dreptul de a tipări bani de hârtie pentru a împiedica inflația. O coaliție de democrați și whig-i conservatori s-au opus proiectului, care a fost adoptat abia în 1840. În răstimp, nu s-a implementat nicio măsură efectivă de remediere a crizei economice. Van Buren a devenit foarte nepopular. Un Partid Whig unificat l-a nominalizat pe popularul erou de război William Henry Harrison împreună cu fostul jacksonian John Tyler la alegerile prezidențiale din 1840⁠(d). Stilul de Campanie al Partidului Whig mima în multe sensuri felul în care se comportaseră democrați atunci când candida Jackson. Ei l-au prezentat pe Van Buren drept un aristocrat căruia nu-i păsa de grijile americanilor de rând, glorificând în același timp faptele de arme ale lui Harrison și ilustrându-l drept un om din popor. Jackson a făcut multă campanie pentru Van Buren în Tennessee. El a susținut nominalizarea lui Polk pentru vicepreședinte la Convenția Națională Democrată din 1840⁠(d) în locul controversatului deținător al funcției, Richard Mentor Johnson. Nu s-a ales niciun candidat pentru acest post, iar partidul a ales să lase decizia la latitudinea electorilor individuali.
Harrison a câștigat alegerile, iar Partidul Whig a obținut majorități în ambele camere ale Congresului. „Democrația Statelor Unite a fost învinsă rușinos”, i-a scris Jackson lui Van Buren, „dar, mă încred eu, nu a fost cucerită”. Harrison a murit la doar o lună după începerea mandatului, și a fost înlocuit de Tyler. Jackson a prins curaj, deoarece Tyler avea un obicei de a se comporta independent, nelegat de liniile de partid. Așa a și fost, Tyler atrăgându-și ostilitatea Partidului Whig în 1841, când a refuzat să promulge două legi promovate de Partid, pentru o nouă bancă națională, aducând multă satisfacție lui Jackson și altor democrați. După al doilea veto, întregul cabinet al lui Tyler, cu excepția lui Daniel Webster, a demisionat.
Jackson favoriza puternic anexarea Texasului, ceva ce el nu reușise să realizeze în timpul președinției lui. În timp ce Jackson încă se temea că anexarea va agita sentimentele anti-sclavie, credința lui că britanicii ar putea folosi Texasul ca bază pentru a amenința Statele Unite a fost mai presus de aceste griji. El a insistat că Texasul face parte din Achiziția Louisianei și că aparține de drept Statelor Unite. La cererea senatorului federal de Mississippi Robert J. Walker⁠(d), în numele administrației Tyler, care și ea susținea anexarea, Jackson a scris câteva scrisori președintelui Texasului, Sam Houston, cerându-i să aștepte ca Senatul să aprobe anexarea și instruindu-l despre ce beneficii vor fi pentru Texas în apartenența la Statele Unite. La început, înainte de alegerile din 1844⁠(d), Jackson l-a susținut din nou pe Van Buren pentru președinție și pe Polk pentru vicepreședinție. Tratatul de anexare a fost semnat de Tyler la 12 aprilie 1844, și transmis Senatului. Când a fost făcută publică o scrisoare de la secretarul de stat Calhoun adresată ambasadorului britanic Richard Pakenham⁠(d), în care anexarea era legată de sclavie, sentimentul anti-anexare a explodat în Nord și legea nu a putut fi ratificată. Van Buren s-a hotărât să scrie „scrisoarea Hamlet”, în care se opunea anexării. În acest fel, s-a risipit orice susținere pe care ar fi putut-o avea Van Buren în Sud. Candidatul Whig, Henry Clay, susținea și el anexarea, iar Jackson a recunoscut nevoia democraților de a nominaliza un candidat care o susține și care poate astfel să dobândească susținerea Sudului. Dacă planul dădea greș, avertiza Jackson, Texas nu avea să adere la Uniune și avea să cadă, potențial, victimă unei invazii mexicane susținută de britanici.
Jackson s-a întâlnit cu Polk, Robert Armstrong⁠(d), și Andrew Jackson Donelson în biroul său. Apoi a arătat cu degetul spre Polk, care a tresărit, spunându-i că el, ca om din sud-vest și susținător al anexării, va fi candidatul perfect. Polk a spus că acest plan este „cu totul sortit eșecului”, dar a acceptat să-l urmeze. La Convenția Națională Democrată din 1844⁠(d), Polk a obținut candidatura partidului, după ce Van Buren nu a reușit să obțină majoritatea de două treimi din delegați. George M. Dallas a fost ales candidat pentru postul de vicepreședinte. Jackson l-a convins pe Tyler să renunțe la planurile de a candida pentru realegere drept independent, promițându-i ceea ce-i ceruse Tyler, și anume că îl va primi pe președinte și pe aliații lui înapoi în Partidul Democrat, și instruindu-l pe Blair să înceteze să-l mai critice pe președinte. Polk a câștigat alegerile, învingându-l pe Clay. O lege de anexare a Texasului a fost adoptată de Congres în februarie și promulgată de Tyler la 1 martie.
Jackson a murit pe plantația lui, la 8 iunie 1845, la 78 de ani, de edem cronic și insuficiență cardiacă. Conform unui articol de ziar din Boon Lick Times, „a leșinat pe când era mutat din scaun în pat ... dar și-a revenit deodată ... Gen. Jackson a murit la Hermitage la orele 6 P.M. duminică ... Când vestitorul a sosit în cele din urmă, bătrânul soldat, patriot și creștin îi aștepta venirea. El s-a dus, dar amintirea lui trăiește, și va continua să trăiască.” În testament, Jackson și-a lăsat întreaga avere fiului adoptiv, Andrew Jackson Jr., cu excepția unor obiecte enumerate anume, pe care le-a lăsat diferiților prieteni și membri ai familiei.

## Viața personală

### Familia
Jackson a avut trei fii adoptivi: Theodore, un indian despre care nu se știu multe, Andrew Jackson Jr., fiul fratelui lui Rachel, Severn Donelson, și Lyncoya⁠(d), un indian Creek orfan adoptat de Jackson după bătălia de la Tallushatchee. Lyncoya a murit de tuberculoză la 1 iulie 1828, la șaisprezece ani.
Soții Jackson au fost și tutori pentru opt alți copii. John Samuel Donelson, Daniel Smith Donelson⁠(d), și Andrew Jackson Donelson erau fiii fratelui lui Rachel, Samuel Donelson, care a murit în 1804. Andrew Jackson Hutchings a fost strănepotul de frate, orfan, al lui Rachel. Caroline, Eliza, Edward, și Anthony Butler erau copiii orfani ai lui Edward Butler, un prieten de familie. Ei au venit să trăiască cu familia Jackson după moartea tatălui lor.
Văduvul Jackson a invitat-o pe nepoata lui Rachel, Emily Donelson, să servească drept organizatoare de recepții la Casa Albă. Emily s-a căsătorit cu Andrew Jackson Donelson, care a fost secretar personal al lui Jackson, și în 1856 a candidat pentru postul de vicepreședinte pe tichetul Partidului American. Relația dintre Emily și președinte s-a tensionat în timpul afacerii Petticoat, și cei doi nu și-au mai vorbit timp de peste un an. S-au împăcat în cele din urmă și ea și-a reluat activitatea la Casa Albă. Sarah Yorke Jackson, soția lui Andrew Jackson Jr., a devenit și ea coorganizatoare de recepții la Casa Albă în 1834. A fost singura dată în istorie când două femei și-au împărțit rolul neoficial de primă doamnă. Sarah a preluat toate îndatoririle de organizatoare după ce Emily a murit de tuberculoză în 1836. Jackson folosea Rip Raps⁠(d) ca reședință de vacanță.

### Temperamentul

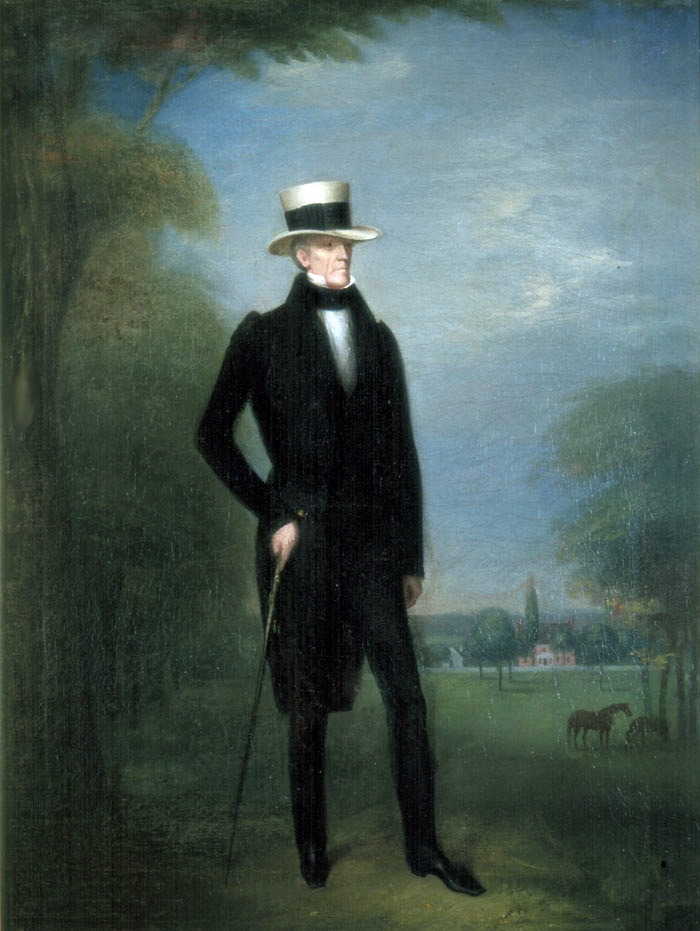
Gentleman din Tennessee, portret al lui Jackson, c. 1831, din colecția de la

Jackson era notoriu ca persoană iute de mânie. Biograful H. W. Brands⁠(d) observa că adversarii lui erau foarte speriați de irascibilitatea lui: „Observatorii l-au asemuit unui vulcan, pe care numai cei mai îndrăzneți sau nesăbuit de curioși doreau să-l vadă cum erupe. ... Apropiații aveau cu toții povești despre înjurăturile violente, despre invocarea Atotputernicului să-și dezlănțuie furia asupra cuiva care a greșit, urmată de jurământul lui personal de a-l spânzura sau de a-l împușca. Dat fiind istoricul lui—cu dueluri, încăierări, procese marțiale și audieri sumare—ascultătorii se simțeau obligați să-i ia în serios vorbele spuse la mânie.”
În ultima zi de președinție, Jackson a recunoscut că are doar două regrete, anume că „nu [a] reușit să-l împuște pe Henry Clay și să-l spânzure pe John C. Calhoun.” Pe patul de moarte, a spus din nou că regretă că nu l-a spânzurat pe Calhoun pentru trădare. „Țara m-ar fi susținut dacă o făceam, și soarta lui ar fi fost un avertisment pentru toți trădătorii din vremurile ce va să vină”, a spus el. Remini își exprima opinia că Jackson își controla de regulă reacțiile, și că se folosea de propria furie, împreună cu reputația de temut, ca unealtă pentru a obține ce voia.

### Aspectul fizic
Jackson era longilin, la 1,85 m înălțime, cântărind în medie între 59 și 64 kg. Jackson avea păr roșcat bogat, care îi încărunțise cu totul când a devenit președinte la 61 de ani. Avea ochi albaștri pătrunzători. Jackson a fost unul dintre președinții mai bolnăvicioși, suferind de migrene cronice, de dureri abdominale și de tuse. Cele mai multe probleme erau cauzate de un proiectil de muschetă rămas în plămân, din care cauză scuipa des sânge și uneori îi tremura tot corpul.

### Credințele religioase
În 1838, Jackson a devenit membru oficial al Primei Biserici Presbiteriene⁠(d) din Nashville. Atât mama, cât și soția lui, fuseseră presbiteriene dedicate toată viața lor, dar Jackson însuși amânase aderarea oficială la biserică pentru a evita acuzațiile că intră din motive politice.
Jackson era mason, inițiat în Loja Harmony Nr. 1 din Tennessee; el a participat și la inaugurarea mai multor alte loje masonice din Tennessee. A fost singurul președinte american care fost mare maestru al unei mari loje a statului, înaintea lui Harry S. Truman în 1945. Șorțul său masonic este expus la Muzeul Statului Tennessee⁠(d). Un obelisc și o placă masonică de bronz îi decorează mormântul de la Hermitage.

## Memoria

### Reputația istorică

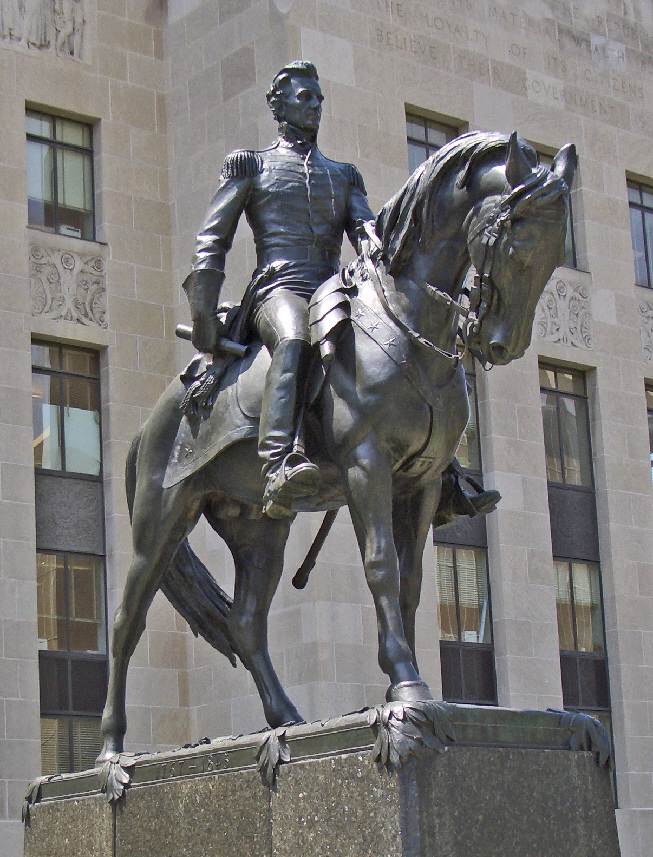
Statuie ecvestră a generalului Jackson, la Tribunalul Comitatului Jackson, Kansas City, Missouri, comandată de judecătorul Harry S. Truman

Jackson rămâne una din cele mai studiate și mai controversate figuri din istoria SUA. Istoricul Charles Grier Sellers⁠(d) spunea: „și numai personalitatea magistrală a lui Andrew Jackson era suficientă pentru a-l face una din cele mai controversate figuri care au trecut vreodată pe scena americană.” Nu a existat un acord universal despre ce a rămas în urma lui Jackson, întrucât „adversarii mereu i-au fost cei mai aprigi dușmani, și prietenii aproape îl venerau.” A fost mereu un partizan feroce, cu mulți prieteni și mulți dușmani. A fost lăudat drept apărător al omului de rând, dar criticat pentru cum îi trata pe indieni și pentru alte chestiuni. James Parton⁠(d) a fost primul după moartea lui Jackson care a scris o biografie completă a acestuia. În încercarea de a rezuma toate contradicțiile subiectului său, el scria:
„Andrew Jackson, îmi rămâne să înțeleg, era un patriot și un trădător. A fost unul din cei mai mari generali, și complet ignorant față de arta războiului. Un scriitor strălucit, elegant, elocvent, care nu era în stare să compună o propoziție corectă sau să scrie cuvinte de patru silabe. Întâiul om de stat, nu a pus la punct niciodată vreo măsură. A fost cel mai sincer dintre oameni, capabil de cea mai profundă disimulare. Un cetățean care sfida legea și i se supunea. Mare adept al disciplinei, nu exita niciodată să nu-și asculte superiorul. Un autocrat democrat. Un sălbatic urban. Un sfânt atroce.”
Jackson a fost criticat de contemporanul său, Alexis de Tocqueville, în Despre democrație în America⁠(d), pentru că încuraja ideile dominante ale vremii lui, inclusiv neîncrederea în puterea federală, și pentru că își impunea uneori vederile cu forța fără a respecta instituțiile și legea:
„Departe de a dori să extindă puterea federală, președintele aparține partidului care dorește cel mai mult să limiteze acea putere la litera clară și precisă a Constituției, și care nu întemeiază nimic pe actul favorabil guvernului Uniunii; departe de a se ridica drept vârf de lance al  centralizării, generalul Jackson este agentul invidiilor între state; și a fost pus în locul său înalt de patimile cărora guvernul central li se opune cel mai mult. Încurajând permanent aceste patimi își menține el poziția și popularitatea. Generalul Jackson este robul majorității: se înclină dorințelor ei, tendințelor ei, pretențiilor ei—sau, mai degrabă, le anticipează și le înăbușe. ...

Generalul Jackson se înclină să dobândească favorul majorității; dar când simte că popularitatea lui e asigurată, răstoarnă toate obstacolele în căutarea țelului pe care comunitatea îl aprobă sau pe care nu îl privește rău. Susținut de o putere pe care predecesorii nu au avut-o niciodată, își calcă în picioare inamicii personali, oricând îi ies în cale, cu o ușurință fără seamăn; își asumă responsabilitatea unor măsuri pe care nimeni înaintea lui nu s-a aventurat să le încerce. Chiar și pe reprezentanții națiunii îi tratează cu un dispreț aproape de insultă; își pune vetoul pe legile Congresului și adesea neglijează și să dea un răspuns puternicului organism. Este un favorit care adesea își tratează dur stăpânul.”
În secolul al XX-lea, despre Jackson au scris mulți admiratori. Arthur M. Schlesinger⁠(d), în Age of Jackson (1945) îl ilustrează pe Jackson drept un om al poporului care se lupta cu inegalitatea și tirania clasei superioare. Între deceniile anilor 1970 și 1980, Robert Remini a publicat o biografie a lui Jackson în trei volume, urmată de un studiu prescurtat într-un singur volum. Remini pictează un tablou în general favorabil pentru Jackson. El susține că democrația jacksoniană „întinde conceptul de democrație cam până acolo unde poate el ajunge, rămânând totuși funcțional. ... Ca atare, a inspirat mare parte din evenimentele dinamice și dramatice ale secolelor al XIX-lea și al XX-lea în istoria americană—populismul⁠(d), progresivismul⁠(d),  New Deal, Fair Deal⁠(d), și programele New Frontier⁠(d) și Great Society⁠(d).” Pentru Remini, Jackson slujește drept „întruparea noului american ... acest om nou nu mai era britanic. Nu mai purta coadă și colanți de mătase. Purta pantaloni, și nu mai vorbea cu accent britanic.” Alți autori din secolul al XX-lea, cum ar fi Richard Hofstadter⁠(d) și Bray Hammond⁠(d), îl ilustrează pe Jackson ca susținător al unui fel de capitalism laissez-faire de care profită cei bogați și care îi oprimă pe săraci.
Inițiativele lui Jackson în conflictele dintre indieni și coloniștii americani au fost un izvor de controverse. Mai ales de prin 1970, Jackson a început să fie atacat de unii istorici pe această problematică. Howard Zinn⁠(d) îl numea „cel mai agresiv dușman al indienilor din istoria americană timpurie” și „exterminator de indieni”. În 1969, Francis Paul Prucha⁠(d) a susținut că îndepărtarea celor „Cinci Triburi Civilizate” de către Jackson din mediul din ce în ce mai ostil dominat de albi din Vechiul Sud și mutarea lor în Oklahoma ar fi salvat însăși existența lor. Similar, Remini susține că, dacă nu ar fi fost politicile lui Jackson, triburile din Sud ar fi fost eradicate total, ca și alte triburi, anume Yamasee⁠(d), mahicanii⁠(d) și Narragansett⁠(d)–care nu s-au mutat. Jackson a fost adesea cinstit, alături de Thomas Jefferson, cu ocazia dineurilor de Jefferson–Jackson Day⁠(d) pentru strângerea de fonduri, ținute de organizațiile Partidului Democrat la nivelul statelor pentru a-i cinsti pe cei doi pe care partidul îi vede drept fondatori. Întrucât atât Jefferson cât și Jackson erau stăpâni de sclavi, precum și din cauza politicilor de îndepărtare a indienilor practicate de Jackson, multe organizații statele de partid au schimbat numele acestor dineuri.
Brands susține că reputația lui Jackson a avut de suferit după anii 1960 după ce acțiunile sale față de indieni și afro-americani au căpătat o nouă atenție. El afirmă și că controversa indiană a umbrit celelalte realizări ale lui Jackson. Consemnând schimbarea atitudinilor pe diferite chestiuni naționale, Brands remarca că a fost adesea salutat în timpul vieții drept un „al doilea George Washington”, pentru că, întocmai cum Washington luptase pentru independență, Jackson a confirmat-o la New Orleans și a făcut din Statele Unite o mare putere mondială. De-a lungul vremii, deși Revoluția și-a păstrat o prezență puternică în conștiința publică, amintirea Războiului din 1812, inclusiv a bătăliei de la New Orleans, s-a estompat rapid. Brands afirmă că aceasta s-a întâmplat deoarece, odată America ajunsă putere militară, „era ușor să crezi că America avea acest destin de la bun început.”
Totuși, prestația lui Jackson în funcție a fost în general clasată în prima jumătate a clasamentului de opinia publică. Poziția sa în sondajul C-SPAN a căzut de pe locul 13 în 2009 pe locul 18 în 2017.

### Ilustrarea pe bancnote și timbre

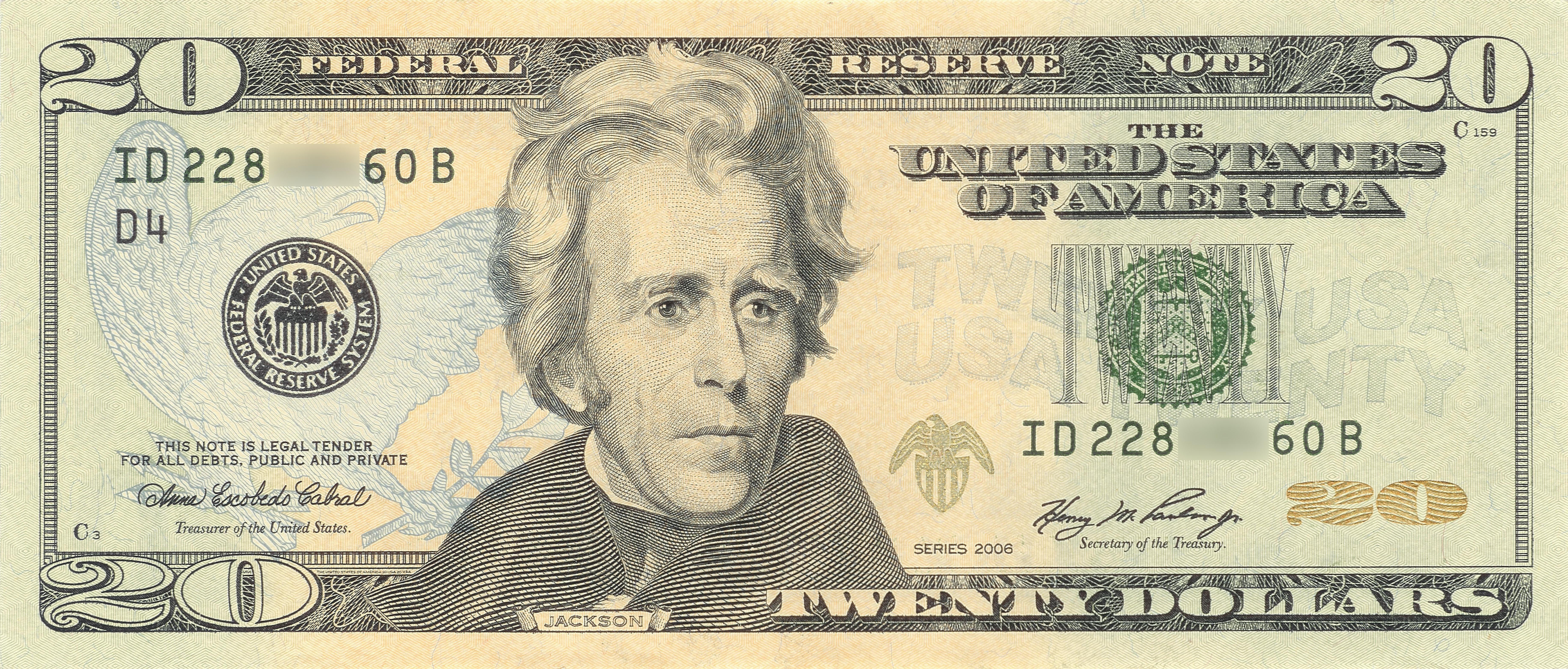
Portretul lui Jackson pe aversul bancnotei de 20 de dolari

Jackson a apărut⁠(d) pe bancnotele americane încă din 1869, și până în secolul al XXI-lea. Chipul său a apărut pe bancnotele de 5, 10, 20 și 10.000 de dolari. Cel mai recent, a apărut pe bancnota de 20 de dolari a Rezervei Federale începând cu anul 1928. În 2016, secretarul Trezoreriei⁠(d) Jack Lew⁠(d) a anunțat obiectivul său de înlocuire a imaginii lui Jackson până în 2020 cu cea a lui Harriet Tubman pe aversul bancnotei de 20 de dolari, lăsânt-o pe cea a lui Jackson pe revers, deși decizia finală rămâne a fi luată de succesorii lui.
Jackson a apărut pe mai multe timbre. Primul, pe timbrul de doi cenți din 1863, denumit de colecționari Black Jack⁠(d) din cauza ilustrării feței lui cu negru intens. În timpul Războiului Civil American, guvernul confederat a emis două timbre cu portretul lui Jackson, unul ca timbrul roșu de 2 cenți și altul fiind timbrul verde de 2 cenți, ambele emise în 1863.

### Monumente

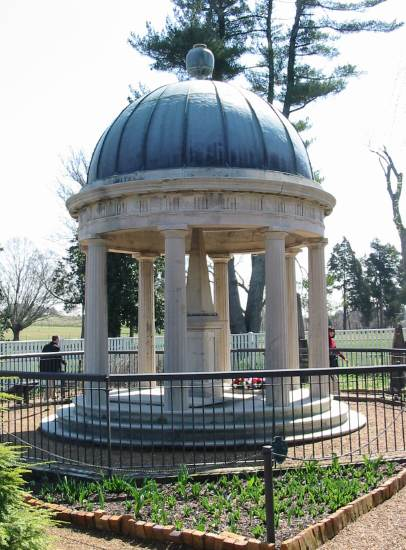
Mormântul lui Andrew și Rachel Jackson de la Hermitage

Numeroase comitate și orașe sunt botezate după el, inclusiv orașele Jacksonville din Florida și Carolina de Nord⁠(d); orașele Jackson din Louisiana⁠(d), Michigan, Mississippi, Missouri⁠(d), și Tennessee⁠(d); comitatele Jackson din Florida, Illinois, Michigan, Mississippi, Missouri, Ohio și Oregon; și parohia Jackson din Louisiana.
În cinstea lui Jackson s-au ridicat patru statui ecvestre identice realizate de sculptorul Clark Mills⁠(d): în Piața Lafayette⁠(d), Washington, D.C.; în Piața Jackson⁠(d), New Orleans; în Nashville în curtea Capitoliului Statului Tennessee⁠(d); și în Jacksonville, Florida. Alte statui ecvestre ale lui Jackson au fost ridicate și în alte locuri, ca de exemplu în curtea Capitoliului Statului din Raleigh, Carolina de Nord. Acea statuie îl identifică, în mod controversat, ca fiind unul dintre „președinții dați națiunii de Carolina de Nord”, alături de James Polk și Andrew Johnson, ambii născuți în Carolina de Nord. Există un bust al lui Andrew Jackson în Plaza Ferdinand VII⁠(d) la Pensacola, Florida, unde a devenit primul guvernator al teritoriului Florida în 1821. A fost și o sculptură de bronz⁠(d) a lui Andrew Jackson realizată de Belle Kinney Scholz⁠(d) și Leopold Scholz⁠(d) în clădirea Capitoliului Statelor Unite, ca parte a Colecției National Statuary Hall⁠(d).

### Ilustrări în cultura populară
Jackson și soția sa, Rachel, au fost subiectele principale ale unui roman istoric publicat în 1951 de Irving Stone, The President's Lady, care spunea povestea vieții lor până la moartea lui Rachel. Romanul a stat la baza filmului din 1953 cu același titlu⁠(d), avându-i pe Charlton Heston în rolul lui Jackson și pe Susan Hayward în cel al lui Rachel.
Jackson a fost personaj secundar în mai multe filme și emisiuni de televiziune istorice. Lionel Barrymore a jucat rolul lui Jackson în The Gorgeous Hussy⁠(d) (1936), o biografie ficționalizată a lui Peggy Eaton, cu Joan Crawford în rolul principal. The Buccaneer⁠(d) (1938), reprezentând bătălia de la New Orleans, îl avea pe Hugh Sothern în rolul lui Jackson, și a fost refăcut în 1958⁠(d) cu Heston din nou în rolul lui Jackson. Basil Ruysdael⁠(d) a jucat rolul lui Jackson în miniserialul de televiziune al lui Walt Disney din 1955 Davy Crockett⁠(d). Wesley Addy⁠(d) a apărut în rolul lui Jackson în câteva episoade din miniserialul⁠(d) PBS The Adams Chronicles⁠(d) din 1976.
Jackson este protagonistul musicalului rock istoric Bloody Bloody Andrew Jackson⁠(d) (2008) cu muzica și versurile de Michael Friedman⁠(d) pe o poveste de Alex Timbers⁠(d).